# Tęcza

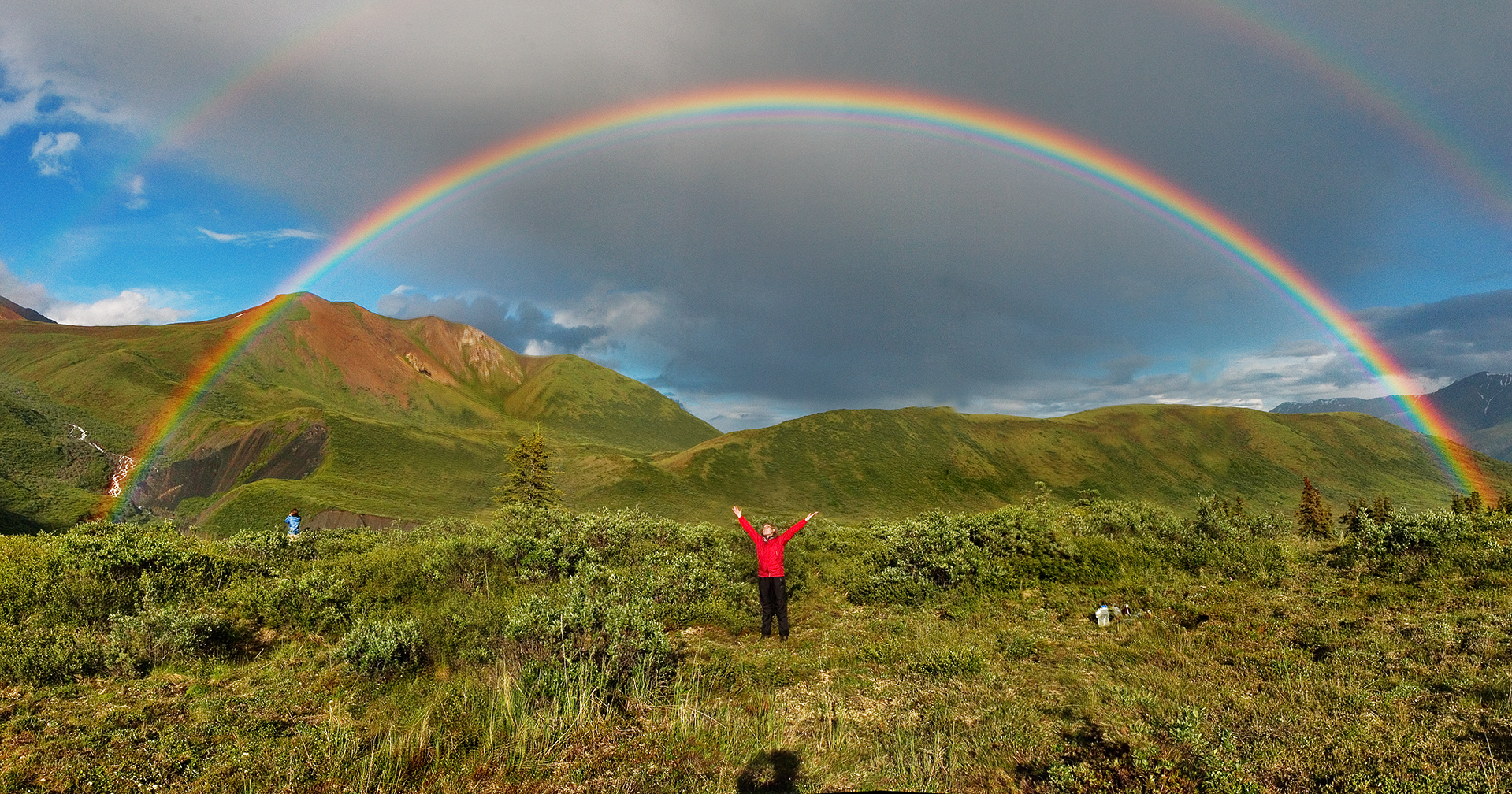
Podwójna tęcza

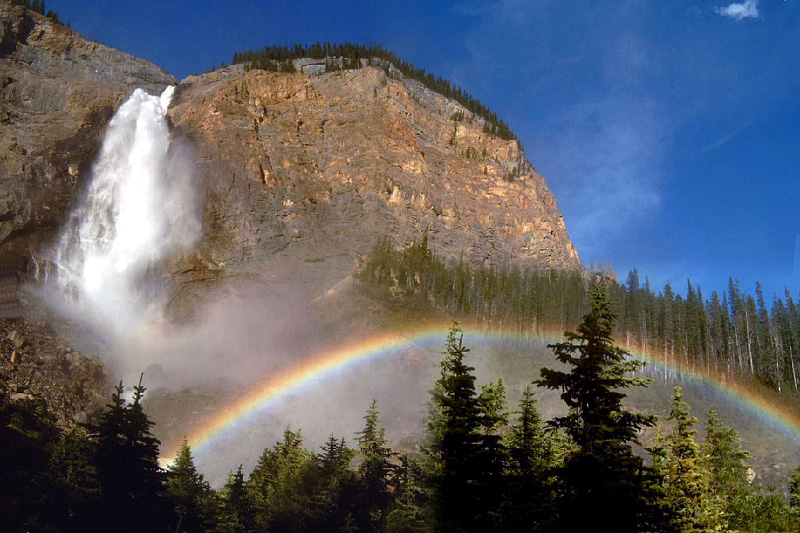
Tęcza we mgle wodnej powstałej przy wodospadzie Takakkaw Falls w Kanadzie.

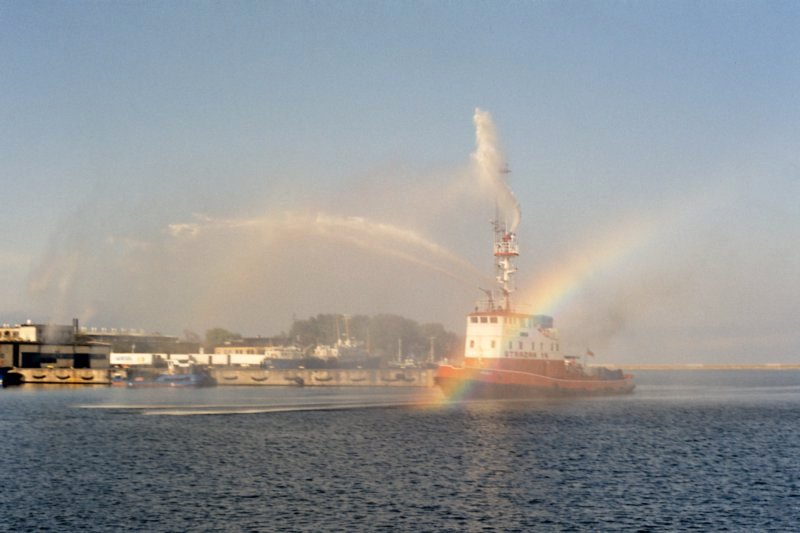
Tęcza powstała na kroplach wody rozpryskiwanych przez okręt gaśniczy „Strażak”.

Tęcza – zjawisko optyczne i meteorologiczne (fotometeor), charakterystyczny wielobarwny łuk o ciągłej zmianie kolorów od czerwonego na zewnątrz do fioletowego od wewnątrz, widziany naprzeciw słońca, występujący zazwyczaj tuż przed opadem deszczu lub po nim.
Występujący w tęczy układ barw jest zbliżony do widma barw prostych, z reguły wyszczególnia się siedem barw tęczy: czerwona (na zewnątrz łuku), pomarańczowa, żółta, zielona, niebieska, indygo i fioletowa (wewnątrz łuku).
Najczęściej obserwowana jest tęcza główna, towarzyszy jej drugi łuk tęczy o większym promieniu i odwrotnym układzie kolorów, zwany tęczą wtórną, ale jest znacznie słabszy, przez co rzadziej obserwowany. Obszar między tęczą główną i wtórną jest nieco ciemniejszy, jest zwany pasem Aleksandra.
Łuk tęczy głównej wywołują promienie, które weszły do kropli wody załamując się przy wejściu i wyjściu, oraz doznały w niej jednego wewnętrznego odbicia. Promienie, które odbiły się wewnątrz kropli dwa razy, wywołują tęczę wtórną. Zależność współczynnika załamania światła od długości fali świetlnej (dyspersja), powoduje rozkład światła białego na barwy.
Tęcza pojawia się wielokrotnie w mitologii, religii, literaturze i sztuce. Jej nazwa jest elementem nazw złożonych oraz nazw własnych. Tęczowa flaga jest symbolem organizacji i ruchów społecznych, w tym ruchu LGBT.
3 kwietnia obchodzony jest Dzień Tęczy.

## Występowanie tęczy

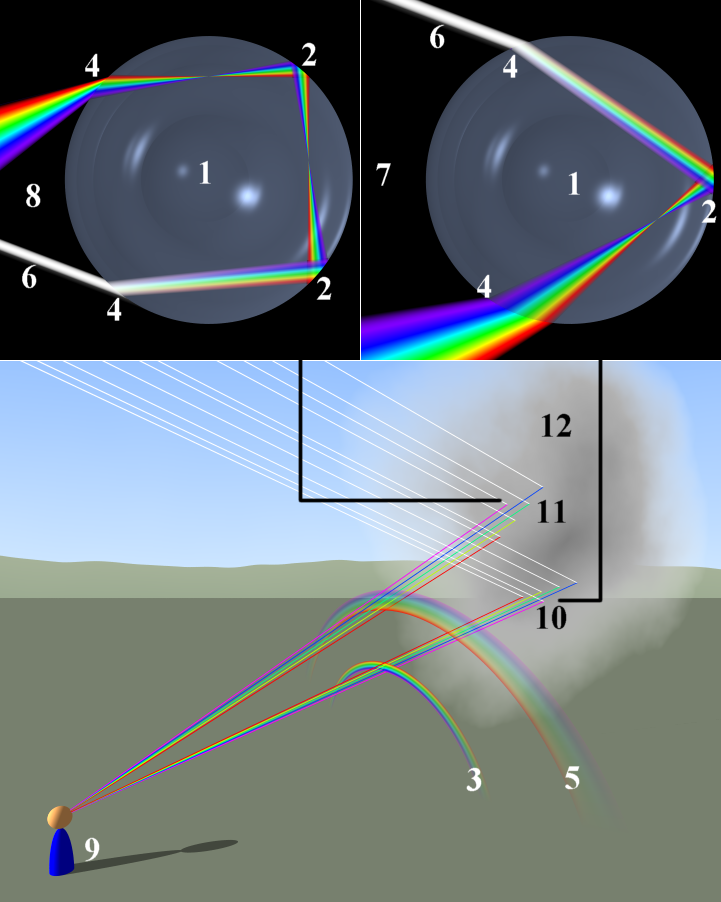
U góry po lewej (8) bieg promieni w kropli (1) tworzących tęczę wtórną (5), po prawej (7) tworzących tęczę pierwotną (3); (2) – wewnętrzne odbicie światła; (4) – rozszczepienie światła; (6) – promienie światła białego; (9) – obserwator; rejon powstawania tęczy pierwotnej (10) i wtórnej (11); (12) – strefa kropel

Źródłem światła wywołującego naturalną tęczę jest zwykle Słońce, czasem Księżyc. Efekt wywołujący tęczę oraz tęczę wtórną zachodzi zawsze gdy w powietrzu są oświetlone krople wody (12), a tęcza na tle nieba dostrzegalna jest gdy krople oświetlane są przez silne równoległe promienie słoneczne, padające z tyłu obserwatora (9), Słońce znajduje się na stosunkowo niewielkiej wysokości (kącie do poziomu mniejszym niż 40°). Przy większych wysokościach Słońca tęcza może być obserwowana, gdy tworzące ją krople są poniżej płaszczyzny poziomej, na której jest obserwator (horyzontu), np. w górach lub z samolotu. Warunkiem uzyskania wyraźnej tęczy jest oświetlenie kropel deszczu (chmury) przez równoległą wiązkę światła słonecznego oraz jak najmniejsze natężenie innego światła docierającego z kierunku tęczy. Najbardziej widowiskowe tęcze można zaobserwować, gdy wywołujące ją światło jest jasne, przed obserwatorem pada intensywny deszcz, jednocześnie tło tęczy jest ciemne. W sprzyjających warunkach można obserwować także tęczę wtórną jako łuk o większym od tęczy pierwotnej promieniu. Teoretycznie występują też kolejne łuki tęczy, ale praktycznie nie są możliwe do obserwacji ze względu na bardzo słabą jasność. W laboratorium możliwa jest obserwacja wielu łuków tęczy. W 1868 roku Félix Billet, obserwując monochromatyczne światło rozproszone w strumieniu wody, rozpoznał 19 tęcz. W laboratoriach prowadzono obserwacje tęczy dla innych przeźroczystych cieczy, np. syropu klonowego o współczynniku załamania 1,47–1,48 oraz dijodometanu – 1,749. Niezwykle wątłe łuki tęczy trzeciorzędnej i czwartorzędnej zostały sfotografowane po raz pierwszy w 2011 roku.
Tęcza powstaje również przy wodospadach lub fontannach, dookoła których występują krople wody. Charakterystyczne efekty tęczowe mogą być też czasem zauważone przy podświetlonych chmurach jako pionowe wstęgi przy odległych deszczach lub virgach, jak również mogą być uzyskane poprzez rozpylanie kropel wody w powietrzu oświetlonym silnym jednokierunkowym białym światłem.
W specyficznych przypadkach możliwe jest dostrzeżenie tęczy księżycowej, wywołanej światłem odbitym od Księżyca. Rozdzielczość ludzkiego oka w warunkach słabego światła nie jest zbyt dobra i człowiek nie widzi kolorów przy słabym świetle, tęcza księżycowa jest postrzegana zazwyczaj jako biały (a nie kolorowy) łuk.

## Tęcza jako fenomen

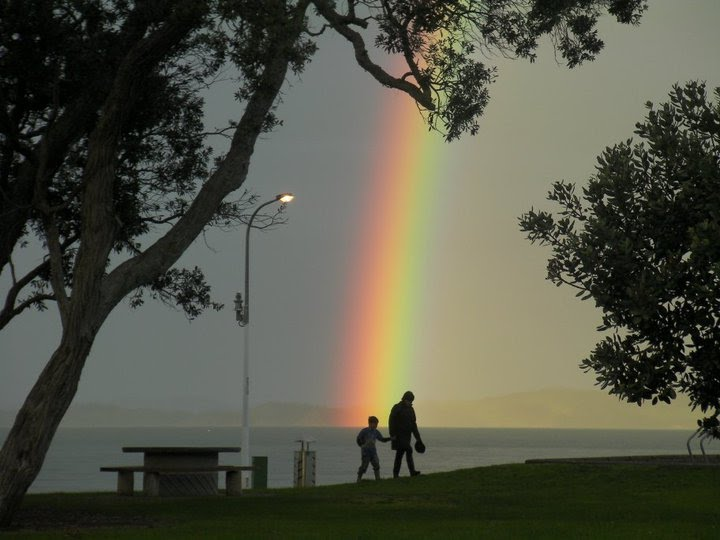
Czerwono-zielona, niemal pionowa przy horyzoncie tęcza powstająca o zachodzie słońca.

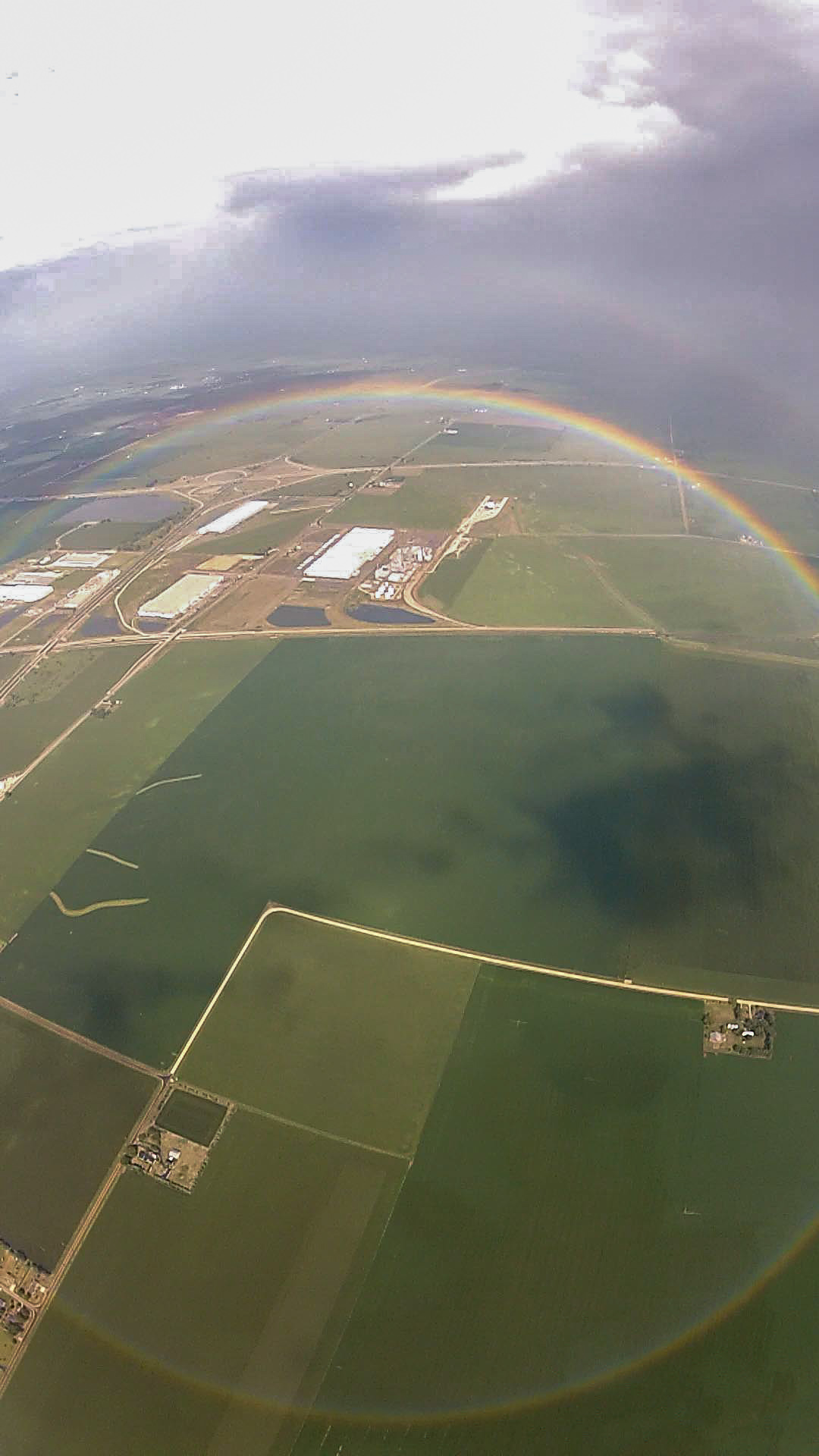
Okrągła tęcza uchwycona podczas skoku spadochronowego.

Wszystkie oświetlone krople rozszczepiają i odbijają światło w ten sam sposób, ale do oka obserwatora dociera z danej kropli tylko światło rozproszone w jego kierunku. Jeżeli krople oświetlone są w przeważającej ilości światłem padającym z tego samego kierunku, to z blisko położonych kropli do obserwatora dociera światło rozpraszane w jego kierunku, co jest postrzegane jako tęcza i towarzyszące jej efekty. Z fizycznego punktu widzenia tęcza nie istnieje, tak jak przedmiot odbijający światło na danym fragmencie nieba, lecz jest efektem optycznym, którego położenie jest związane z położeniem źródła światła i kropel względem obserwatora. W warunkach powstawania tęczy, obserwator patrząc w kierunku tworzącym kąt 42° do promieni słonecznych, dostrzeże zawsze fragment łuku tęczy o kolorze czerwonym. Z kolei światło fioletowe będzie widziane na łuku o kącie 40,3° – dlatego w tęczy kolor fioletowy jest od środka, a czerwony na zewnątrz tęczy. Bez względu na odległość obserwatora od miejsca powstawania tęczy, jego położenia i innych warunków, promień łuku tęczy jest widziany pod kątem 40–42°. Słońce znajdujące się powyżej tego kąta nad horyzontem nie wywoła tęczy na tle nieba; teoretycznie będzie ona powstawała poniżej linii horyzontu. Ale jeśli obserwator znajduje się na wzniesieniu, w budynku, samolocie lub w podobnej sytuacji, w której krople położone poniżej mogą być oświetlone przez Słońce, i może obserwować krople poniżej oczu w zadanym kierunku, wówczas tęcza może stanowić nawet pełny okrąg.
Środek łuku tęczy znajduje się zawsze dokładnie na przedłużeniu promieni słonecznych, które przechodziłyby przez oczy obserwatora (obiektyw aparatu), czyli na linii cienia, tworzonego przez obserwatora. Dla obserwatora znajdującego się na powierzchni ziemi ów środek łuku tęczy jest zawsze poniżej horyzontu, dlatego łuk tęczy stanowi mniej niż pół okręgu.
Tęcza jest zjawiskiem, a nie oświetlonym przedmiotem. Gdy ją obserwujemy, do obserwatora docierają równoległe promienie, tak jakby pochodziły z nieskończoności, a tęcza ma tylko kierunek, a nie położenie. Jeśli poruszamy się w kierunku promieni słonecznych, to nie obserwujemy przybliżania się do tęczy, cały czas widzimy łuk o takim samym promieniu kątowym. Gdy poruszamy się prostopadle do promieni słonecznych, tęcza porusza się wraz z nami. Tak zachowuje się obiekt położony nieskończenie daleko.
Nie tylko światło widzialne ulega załamaniu i odbiciu w kroplach wody. Dysponując odpowiednimi urządzeniami optycznymi, pozwalającymi rejestrować fale spoza zakresu widzialnego, można zaobserwować podczerwony łuk tęczy o promieniu większym niż łuk czerwony.
Tęcza powstaje nie tylko na kroplach znajdujących się w powietrzu, ale też na kroplach rosy tworzących się na roślinach, pajęczynie i innych.
Tęczę tworzą nie tylko krople wody, ale też przeźroczyste kulki, np. szklane. Tęcze te tworzą łuk o innym kącie, zależnym od współczynnika załamania światła materiału kulek. Tęcze tworzone przez kulki szklane obserwuje się na znakach drogowych zawierających warstwy odblaskowe i na znakach poziomych, w których efekt retroreflektorowy wykonano przez pokrycie powierzchni lub zatopienie w materiale szklanych kulek.

### Tęcza wtórna i następne
Czasami można zaobserwować drugą (wtórną) mniej jasną tęczę, znajdującą się na zewnątrz tęczy właściwej. Tęcza wtórna tworzy łuk o kącie widzenia 50–53° i powstaje w wyniku dwukrotnego odbicia światła wewnątrz kropli wody. Ponieważ odbicie zachodzi dwukrotnie, a różnice w kącie rozproszenia światła w zależności od miejsca padania światła na kroplę są większe, tęcza wtórna jest mniej intensywna i szersza od tęczy pierwotnej.
Trzecia tęcza powstaje pod kątem 317,5° (czerwony) – 321,9° (niebieski), co odpowiada kątowi 38,1–42,5° w kierunku słońca, jest ona około 4 razy słabsza od tęczy pierwotnej, do tego jest szersza, co jeszcze obniża jasność. Czwarty łuk tęczy powstaje pod kątem 42,8° (czerwony) – 48,3° (niebieski), jest tuż wokół tęczy trzeciej, ale jest jeszcze słabsza i szersza. W sumie w symulacjach te dwie tęcze wyglądają jak jedna z kolorem czerwonym na środku. W kierunku tym występuje blask słońca, światło rozproszone przez atmosferę oraz światło rozproszone przez krople, odbite bez wejścia w kroplę oraz przechodzące przez kroplę bez odbicia (tzw. tęcza zerowa), dlatego wystąpienie i rozpoznanie na niebie tęczy trzeciej i czwartej jest bardzo trudne. Pierwsze zdjęcia tęczy trzeciego i czwartego rzędu zostały wykonane dopiero w 2011 roku. Tęcza piątego rzędu znajduje się po tej samej stronie nieba co łuk główny i wtórny, częściowo w obszarze pasa Aleksandra. W 2014 roku udało się po raz pierwszy zarejestrować ją na zdjęciu.

### Tęcza zerowa
Większość światła padającego na kroplę wody przechodzi przez nią bez odbicia, ulegając jedynie załamaniu przy wejściu i wyjściu z kropli. Zjawiska te powodują powstawanie efektów świetlnych i zgodnie z numeracją (zero odbić) efekty te są nazywane tęczą zerową. Światło wychodzące z tyłu kropli załamuje się pod mniejszym kątem, niż dla podstawowego łuku tęczy, nie obserwuje się wyraźnego maksimum natężenia ani granicznego kąta odchylenia promienia. W wyniku tego nie następuje wyraźna separacja kolorów, a dostrzeżenie efektów rozszczepienia jest trudne; dodatkowo obserwację utrudnia bliskość słońca. Efektem takiego biegu promieni jest jasny obszar wokół słońca.

### Jaśniejszy obszar wewnątrz tęczy

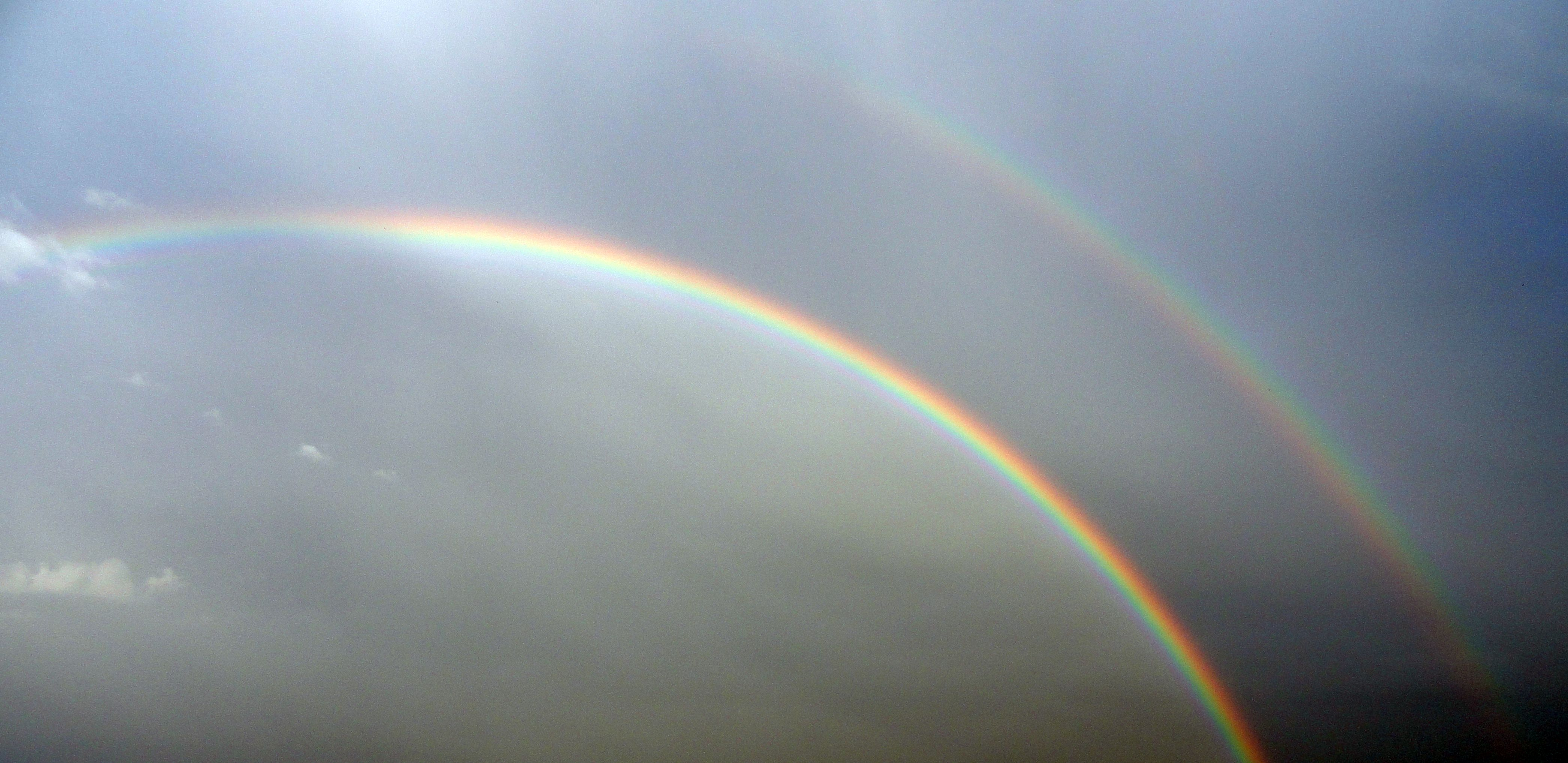
Tęcza podwójna. Ciemniejszy obszar pomiędzy nimi to pas Aleksandra.

Promienie padające na krople bliżej i dalej od środka kropli, niż te tworzące maksimum jasności, ulegają załamaniu pod większym kątem. W wyniku zmieszania światła o różnych barwach powstaje jaśniejszy obszar. Nie zawsze jest on biały; czasami powstają w nim opisane niżej tęcze wielokrotne. Na podobnej zasadzie jasny pas tworzy się na zewnątrz tęczy wtórnej, lecz jest on słabszy.

### Pas Aleksandra
Ciemny fragment nieba leżący pomiędzy obydwiema tęczami jest określany mianem pasa Aleksandra, od imienia Aleksandra z Afrodyzji, który pierwszy opisał to zjawisko. Pociemnienie w tym pasie jest wywołane kontrastem z jaśniejszym obszarem tęczy pierwotnej i wtórnej oraz wnętrza tęczy pierwotnej. Do obszaru tego nie trafiają promienie świetlne przechodzące i odbite w kroplach.

### Tęcze wielokrotne

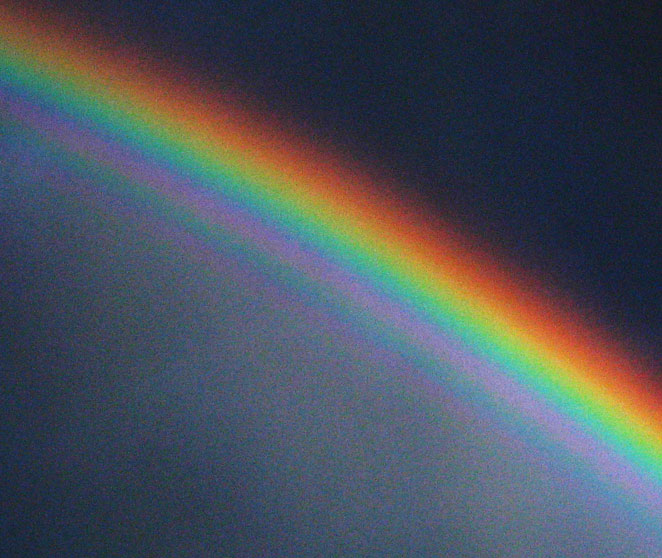
Tęcza wielokrotna – dodatkowe „pulsacyjne” zielono-fioletowe łuki wewnątrz tęczy pierwotnej (kontrast powiększono).

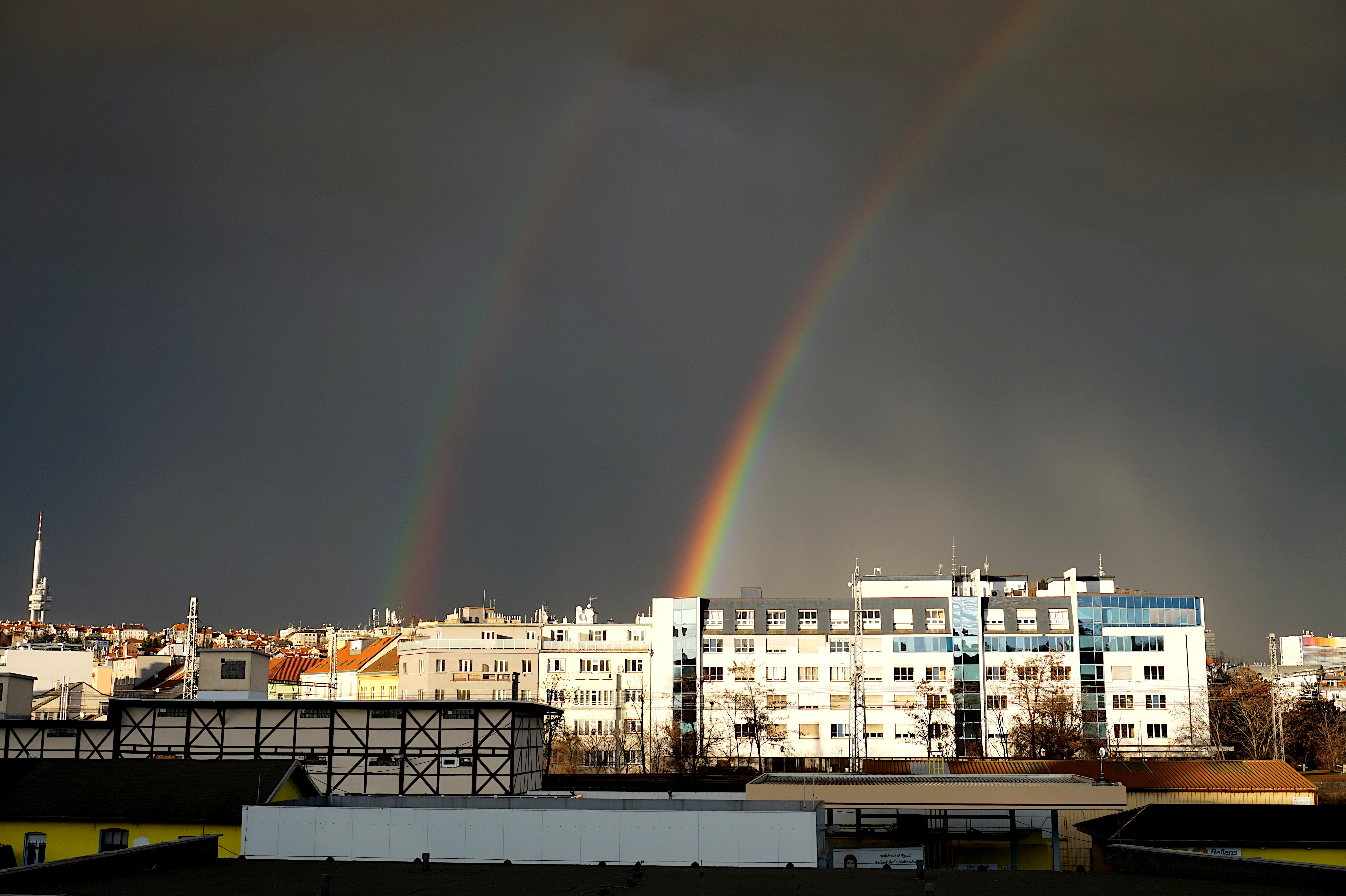
Zjawisko podwójnej tęczy sfotografowane w mieście.

Czasami występują zjawiska tęczowe składające się z szeregu mniej widocznych łuków w kolorach zielonym, różowym, fioletowym, znajdujących się wewnątrz tęczy właściwej, a bardzo rzadko również i na zewnątrz łuku tęczy wtórnej. W łukach tych kolory są położone tak blisko siebie, że trudno w nich rozróżnić pełną gamę kolorów tęczy. Tęcze takie noszą nazwę wielokrotnych, a ich występowanie nie jest możliwe do wytłumaczenia przy użyciu optyki geometrycznej układu optycznego, jakim jest kropla wody. Tęcze takie tworzą się w wyniku interferencji i dyfrakcji promieni światła załamanych pod większym kątem, bo padły bliżej lub dalej środka kropli niż promienie o najmniejszym odchyleniu. Gdy te dwa promienie po wyjściu z kropli będą zgodne w fazie, wzajemnie wzmocnią się (wzmocnienie danego koloru), gdy fale będą miały przeciwne fazy, wytłumią się (osłabienie koloru). Warunki fazowe zależą od długości fali i wielkości kropli, dlatego kręgi są kolorowe i zależne od wielkości kropli. Jeżeli tęcza powstaje na kroplach o różnej średnicy, to tęcza wielokrotna nie występuje.
Tęcze wielokrotne są najlepiej widoczne, gdy krople są niewielkie i jednakowej wielkości. Sam fakt ich występowania był historycznie pierwszą wskazówką, że światło ma naturę falową, a pierwsze wyjaśnienie tego zjawiska zostało zaproponowane przez Thomasa Younga w 1804 roku. Pełna analiza przebiegu fal przez kroplę wymaga wielu obliczeń, także przybliżeniu Airy i rozwiązaniach Mie.
Światło przechodzące przez kroplę bez odbicia nie tworzy tęczy, ale w wyniku dyfrakcji i interferencji światła, podobnie jak tęcze wielokrotne, powstają efekty kolorystyczne – kolorowe pierścienie wokół Słońca o kącie dochodzącym do 15°. Efekty te, zwane koroną słoneczną, czasami są mylone z powstającym na kryształkach lodu halo o kącie widzenia promienia 22° i 46°.

### Bliźniacza tęcza

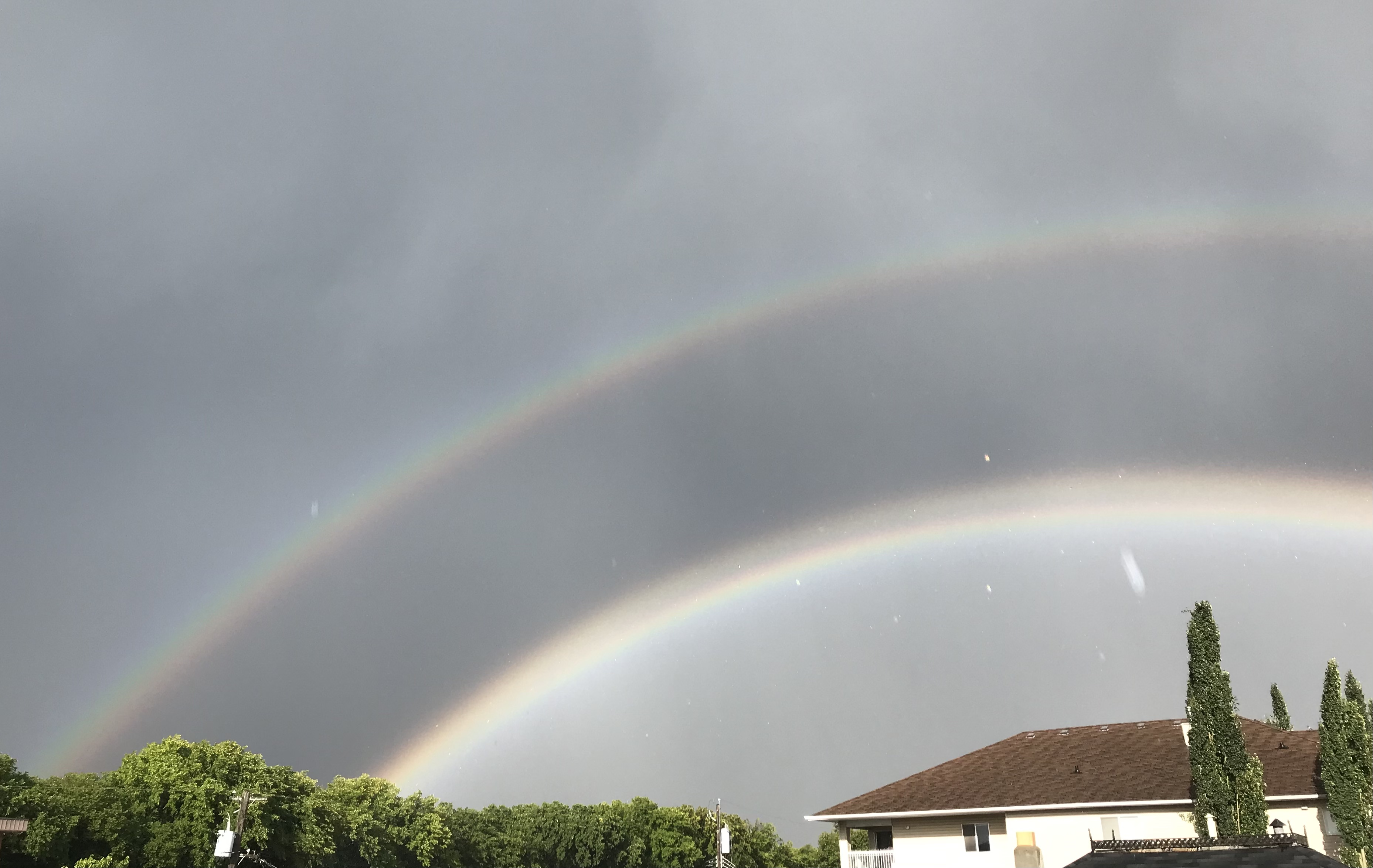
Fragment tęczy głównej rozdziela się na dwie

Bardzo rzadko można zaobserwować tęczę, której pojedynczy łuk przy jej podstawie w górnej części rozdziela się rozdziela się na dwa łuki tęczy. Kolory i ich układ obu łuków są takie same. Efekt zwany jest tęczą bliźniaczą. Jest to efekt oddzielny nie związany tęczą wtórną ani pasmami tęczy wielokrotnej. Zjawisko próbowano wyjaśnić w różny sposób. Uważa się, że tęcza bliźniacza powstaje gdy w opadzie są krople o dwóch różnych wielkościach. Małe krople spadają wolniej i mają kształt kulisty, większe spadają szybciej a opływające je powietrze spłaszcza je (zobacz Kropla#Kształt), w spłaszczonej kropli bieg promienia w płaszczyźnie zbliżonej do pionowej jest inny niż dla kropli kulistej. Kiedy łączą się dwie ulewy z kroplami deszczu o różnej wielkości, każda z nich wytwarza nieco inną tęczę, która może połączyć się i utworzyć bliźniaczą tęczę. Badania przejścia promieni świetlnych przez spłaszczone krople wykazało, że bliźniacza tęcza może wystąpić już przy występowaniu kropelek o średnicach 0,40 i 0,45 mm. Ta niewielka różnica w wielkości kropli skutkowała małą różnicą w spłaszczeniu kropli, ale dużą różnicą w spłaszczeniu góry tęczy.
W naturze zaobserwowano i sfotografowano jeszcze rzadszy przypadek rozszczepienia tęczy na trzy gałęzie.

### Tęcza a odbicie światła

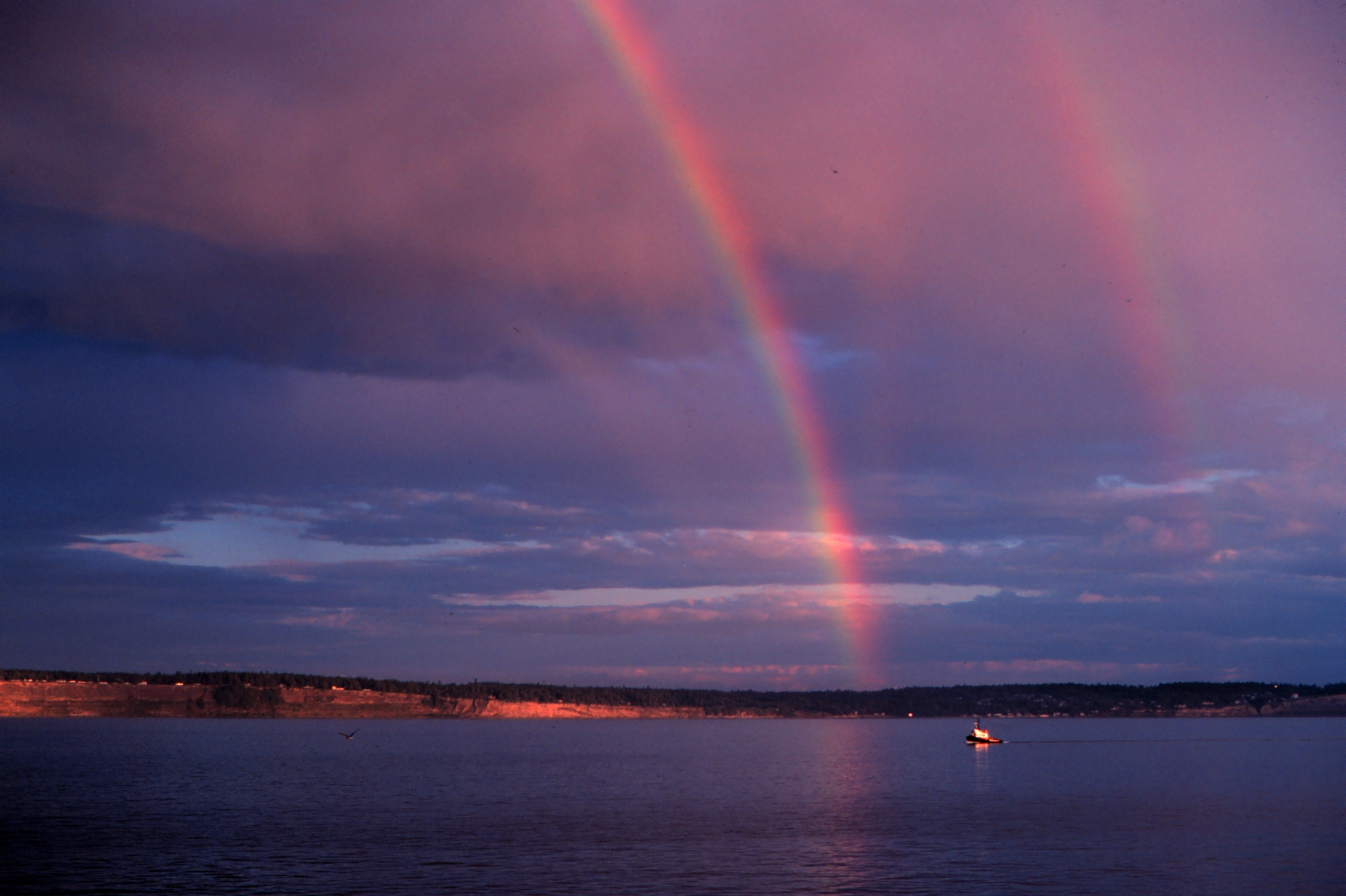
Tęcza pierwotna i wtórna, tęcze światła odbitego oraz odbicie tęczy w wodzie.

Jeszcze inne odmiany tęczy można dostrzec, gdy światło odbija się od lustra wody, zanim zostanie rozszczepione przez krople deszczu. Dochodzi wtedy do powstania tęczy odbiciowej. Promienie słoneczne po odbiciu od poziomej powierzchni, np. wody tworzą tęczę, tak jakby źródło światła było odbiciem źródła światła w wodzie; wówczas środek łuku tęczy jest odbiciem środka łuku tęczy i jest nad horyzontem. Tęcza odbiciowa jest jakby odbiciem w wodzie części łuku tęczy zwykłej, która byłaby pod horyzontem. Z tego powodu łuk tęczy odbiciowej leży powyżej normalnej tęczy, a przy horyzoncie obie tęcze spotykają się, wzmacniając się. Tęcza odbiciowa może występować zarówno dla pierwotnego, jak i wtórnego łuku. Na zdjęciu obok tęcza odbiciowa; słabo widoczny jest prawie pionowy łuk w pasie Aleksandra. Tęcza odbiciowa powstaje gdy, powierzchnia wody w miejscu odbicia się promieni słonecznych, które po załamaniu w kropli wody trafiają oka obserwatora, jest płaska. Dla górnej części łuku tęczy odbiciowej miejsce odbicia promieni od wody jest położone z tyłu za obserwatorem, a dla części tęczy przy horyzoncie – przed obserwatorem, w pobliżu kropel tworzących tęczę.
Gdy rozszczepione w kroplach światło odbija się od lustra wody, zanim dotrze do obserwatora, także powstaje tęcza. Tęcza nie jest rzeczywistym obiektem i dlatego odbicie tęczy nie jest odbiciem lustrzanym pierwotnego łuku, ale jest przesunięte względem tęczy zależnie od pozycji Słońca i obserwatora względem odbijającej powierzchni.
Rozważając możliwość powstania tęczy nad wodą (powierzchnią odbijającą) można zaobserwować tęczę pierwotną i wtórną, powstałą z promieni rozproszonych bezpośrednio albo odbitych, obserwator może widzieć promienie padające bezpośrednio po rozproszeniu w kropli albo po rozproszeniu odbite, co daje 8 łuków tęczy. Do tego, w miejscu nakładania się różncyh łuków występują efekty mieszania kolorów i efekty interferencji fal.

## Kolory tęczy

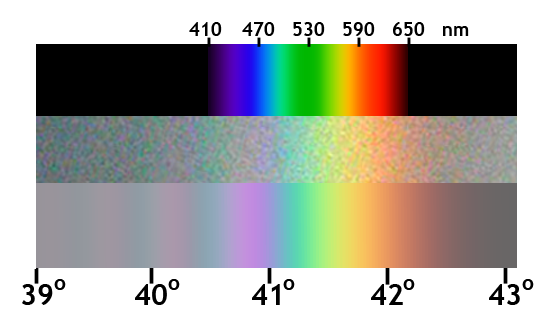
Porównanie kolorów widma ciągłego, fotografii tęczy oraz widma obliczonego z optyki geometrycznej i falowej

Najczęściej podawaną sekwencją kolorów tęczy jest siedem kolorów określonych przez Izaaka Newtona: czerwony, pomarańczowy, żółty, zielony, niebieski, indygo i fioletowy. Bardziej nowocześnie tęczę często dzieli się na czerwony, pomarańczowy, żółty, zielony, cyjan, niebieski i fioletowy. Dyskretność głównych kolorów tęczy jest wynikiem ludzkiej percepcji, a dokładna liczba głównych kolorów jest wyborem nieco arbitralnym.
Newton (1672) wskazał, że w rozszczepionym świetle słonecznym zauważa 5 głównych barw: czerwony, żółty, zielony, niebieski i fioletowy, dalej napisał, że jest też pomarańcz i indygo, a między nimi jest nieokreślona różnorodność barw pośrednich, dziś określanych jako barwy proste. Zdecydował się podzielić widmo widzialne na siedem kolorów w oparciu o przekonanie wywodzące się z wierzeń starożytnych greckich sofistów, którzy uważali, że istnieje związek pomiędzy kolorami, nutami muzycznymi, znanymi wówczas orbitami ciał niebieskich i dniami tygodnia.
Rozkład kolorów tęczy jest zbliżony do rozkładu widmowego światła białego zawierającego barwy proste, ale różni się od tego widma, kolory nie są czyste i są mniej nasycone. W tęczy występuje tzw. rozmazanie widmowe, polegające na tym, że w danym punkcie tęczy jest światło z pewnego zakresu długości fali z dominacją ilościową jednej. Jest to efektem tego, że fale świetlne o danej długości są rozpraszane przez krople, nie tylko w jednym kierunku, ale w różnych, z dominującym kierunkiem. Ponadto na rozmycie kolorów tęczy wpływa to, że tarcza słoneczna nie jest punktowym źródłem światła, ale ma 0,5° średnicy kątowej. Wynikiem tego na kroplę pada światło z kierunków w tym zakresie kątowym, każda barwa w tęczy jest w pasie o tej szerokości, co jest znaczące w porównaniu z szerokością tęczy (2°). Kolory zaburzają także efekty wywołujące tęcze wielokrotne, a pochodzące od kolorów występujących bardziej na zewnątrz łuku tęczy.
Tęcza ma pasma wykraczające poza czerwony i fioletowy w obszarach bliskiej podczerwieni i ultrafioletu, jednakże pasma te nie są widoczne dla ludzi. Tęcza nie występuje dla dalszej podczerwieni i ultrafioletu, gdyż woda silnie pochłania daleką podczerwień i ultrafiolet.

## Klasyczna teoria tęczy

Bieg promieni o współczynniku załamania 1,33 załamywanych w kropli wody. Za tworzenie tęczy odpowiadają promienie 8–9.

Na podstawie optyki geometrycznej można wyjaśnić powstawanie tęczy i niektóre efekty jej towarzyszące. Światło, padając na powierzchnię, rozgraniczającą przezroczyste ośrodki optyczne, ulega po części odbiciu, a po części, przechodząc do drugiego ośrodka, ulega załamaniu. Kąt załamania zależy od długości fali świetlnej, w wyniku czego dochodzi do rozszczepienia światła białego na barwne spektrum.

### Kierunki załamania
| k  | θ czerw. | θ nieb. | Δθ    | i czerw. | i nieb. | r czerw. | r nieb. | I x/10 000 |
| -- | -------- | ------- | ----- | -------- | ------- | -------- | ------- | ---------- |
| 1  | 137,63   | 139,35  | 1,72  | 59,53    | 58,83   | 40,36    | 39,58   | 914        |
| 2  | 230,37   | 233,48  | 3,11  | 71,91    | 71,52   | 45,57    | 44,93   | 390        |
| 3  | 317,52   | 321,89  | 4,37  | 76,89    | 76,62   | 47,03    | 46,42   | 215        |
| 4  | 42,76    | 48,34   | 5,58  | 79,67    | 79,46   | 47,66    | 47,06   | 136        |
| 5  | 127,08   | 133,86  | 6,78  | 81,46    | 81,28   | 47,99    | 47,39   | 94         |
| 6  | 210,90   | 218,86  | 7,96  | 82,72    | 82,57   | 48,18    | 47,59   | 69         |
| 7  | 294,41   | 303,55  | 9,14  | 83,65    | 83,51   | 48,31    | 47,72   | 53         |
| 8  | 17,71    | 28,02   | 10,31 | 84,36    | 84,25   | 48,39    | 47,80   | 42         |
| 9  | 100,86   | 112,35  | 11,49 | 84,94    | 84,83   | 48,45    | 47,87   | 34         |
| 10 | 183,92   | 196,57  | 12,65 | 85,40    | 85,31   | 48,49    | 47,91   | 28         |

Gdzie:

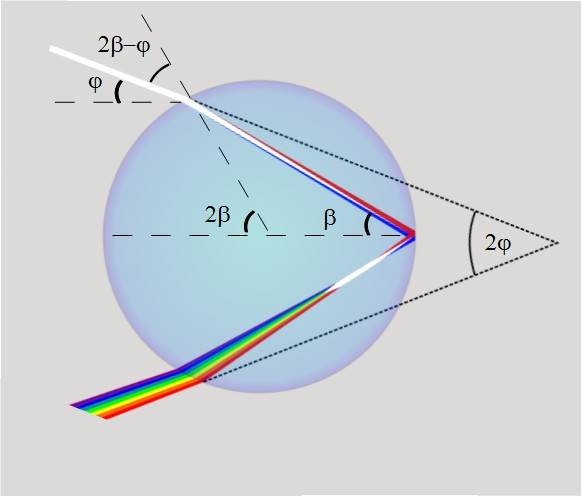
Zależności matematyczne

- k – numer tęczy, równy liczbie odbić światła w kropli
- θczerw., θnieb. – minimalny kąt zmiany kierunku biegu promienia, odpowiednio dla światła czerwonego i niebieskiego
- Δθ – różnica ww. kątów
- iczerw., inieb. – kąt padania światła na powierzchnię kropli, przy minimalnym kącie zmiany kierunku biegu promienia
- rczerw., rnieb. – kąt załamania światła na powierzchni kropli, przy minimalnym kącie zmiany kierunku biegu promienia
- I – jasność, ilość światła (dla minimalnego kąta) wychodzącego w stosunku do padającego dla światła czerwonego, podano wartość 10 000 razy większą.

Do obliczeń przyjęto współczynnik załamania wody względem powietrza dla światła czerwonego 1,331, a dla niebieskiego 1,343. Tęczę główną opisuje pierwszy wiersz tabeli (k=1) a wtórną drugi (k=2).
Główną przyczyną powstawania tęczy jest istnienie minimalnego i zależnego od długości fali kąta zmiany kierunku biegu światła i położonego tuż przy nim wyraźnego i wąskiego maksimum natężenia światła w kątowym rozkładzie światła po jego przejściu przez kroplę. Kąty maksimów nie zależą od wielkości kropel, jeśli są kuliste. Promienie świetlne odbijające się bezpośrednio od kropli rozchodzą się pod takim samym kątem, niezależnie od barwy. Promień przechodzący przez kroplę bez odbicia (teoretyczna tęcza zerowa) załamuje się, ale nie tworzy kąta granicznego i maksimum w rozkładzie, przez co promienie te nie tworzą kolorowej tęczy.
Kąt załamania światła r zależny jest od kąta padania i i współczynnika załamania światła n na granicy ośrodków, co wyraża prawo załamania światła:
{\displaystyle \sin r={\frac {\sin i}{n}},}
Kąt odchylenia promienia świetlnego, w zależności od liczby odbić k i kąta padania światła i na powierzchnię kropli, określa wzór, oraz jego postać po uwzględnieniu prawa Snelliusa:
{\displaystyle \theta =k\cdot 180^{\circ }+2i-2r(k+1),}
{\displaystyle \theta =k\cdot 180^{\circ }+2i-2\arcsin \left({\frac {\sin i}{n}}\right)(k+1),}
Kąt odchylenia uzyskuje najmniejszą wartość, gdy pochodna odchylenia względem kąta padania jest równa 0. Wówczas kąt padania dla promienia, który odbije się wewnątrz {\displaystyle k}-krotnie, określony jest wzorem:
{\displaystyle \cos i_{k}={\sqrt {\frac {n^{2}-1}{k(k+2)}}}.}
Istnienie minimalnego kąta odchylenia promienia i jego znaczenie w powstawaniu tęczy odkrył Kartezjusz; minimalny kąt odchylenia jest zwany kątem Kartezjusza i oznaczany przez {\displaystyle \theta _{c}}.
Kąt pod jakim wychodzą promienie z kropli, zależy od miejsca padania światła na kroplę oraz od długości fali świetlnej. Przy jednym odbiciu w kropli najsilniej załamywane światło fioletowe wychodzi, tworząc kąt ostry z promieniem padającym od zera do 40,6° (180° – 139,4°) z wyraźnym maksimum intensywności dla kąta 40,3°, światło czerwone – do 42,3° z maksimum w 42,0°. Kąty te odpowiadają promieniowi kątowemu pod jakim widoczna jest tęcza.
Powyższe zależności pozwalają na określenie kierunków, w jakich biegnie znaczna część światła załamanego w kroplach wody. Do wyjaśnienia dobrej separacji kolorów trzeba przeanalizować ilość światła kierowanego w kąt zbliżony do kąta maksimum natężenia.

### Jasność załamanego światła
O kolorze tęczy w danym miejscu decyduje intensywność światła o danej długości fali docierającego do danego miejsca, która zależy od kąta padania i załamania światła. Współczynnik odbicia i załamania jest różny dla światła o polaryzacji podłużnej i poprzecznej. Współczynnik odbicia światła o polaryzacji równoległej i prostopadłej do płaszczyzny padania jest równy:
{\displaystyle R_{\parallel }=\left[{\frac {\sin(i-r)}{\sin(i+r)}}\right]^{2}\quad R_{\bot }=\left[{\frac {\operatorname {tg} (i-r)}{\operatorname {tg} (i+r)}}\right]^{2}.}
Pozostałe światło przechodzi przez granicę ośrodków w ilości:
{\displaystyle T_{\parallel }=1-R_{\parallel }\quad T_{\bot }=1-R_{\bot }.}
W tęczy rzędu {\displaystyle k} występują 2 przejścia między wodą a powietrzem oraz {\displaystyle k} odbić, dlatego względną ilość przechodzącego przez kroplę światła dla poszczególnych polaryzacji tęczy określają wzory:
{\displaystyle E_{k1}=R_{\parallel }^{2}T_{\parallel }^{k}=\left(1-{\frac {\sin ^{2}(i-r)}{\sin ^{2}(i+r)}}\right)^{2}{\frac {\sin ^{2k}(i-r)}{\sin ^{2k}(i+r)}},}
{\displaystyle E_{k2}=R_{\bot }^{2}T_{\bot }^{k}=\left(1-{\frac {\operatorname {tg} ^{2}(i-r)}{\operatorname {tg} ^{2}(i+r)}}\right)^{2}{\frac {\operatorname {tg} ^{2k}(i-r)}{\operatorname {tg} ^{2k}(i+r)}}.}
Jeżeli padające światło nie jest spolaryzowane, to jaka część natężenia światła padającego trafia do tęczy i jej polaryzację określają wzory:
{\displaystyle E=E_{k1}+E_{k2}}
{\displaystyle P={\frac {E_{k1}}{E_{k1}+E_{k2}}}}
Tęczę tworzą promienie padające na kroplę w wąskim zakresie kąta, dlatego przyjmuje się, że dla poszczególnych łuków tęczy kąty padania oraz załamania są jednakowe dla całego widma, oraz współczynniki jasności tęczy są takie same dla wszystkich kolorów w danym łuku. Z zależności tych wynika, że tylko 0,0914 światła padającego w miejscu dającym tęczę pierwotną wychodzi z kropli, dla tęczy wtórnej 0,0390, dla kolejnych łuków tęczy – coraz mniej. Światło tęczy jest częściowo spolaryzowane liniowo – dla tęczy pierwotnej w około 95%, a wtórnej w około 90% (w kierunku stycznym do promienia łuku tęczy, na szczycie łuku pionowo). Kąt Brewstera dla wody jest mniejszy od kąta padania promieni tworzących tęczę, ale dwukrotne załamanie oraz odbicie wewnętrzne dość dokładnie selekcjonuje światło o polaryzacji stycznej do łuku tęczy.
Powyższe zależności nie określają w pełni jasności łuku tęczy, nie uwzględniają one między innymi ilości rozpraszanego światła z powodu nachylenia powierzchni kropli do promieni padających. Jeśli wąski strumień światła o natężeniu {\displaystyle I_{0}} pada na nachyloną pod kątem {\displaystyle i} i {\displaystyle \Phi } powierzchnię kropli, ma rozmiary kątowe {\displaystyle di} i {\displaystyle d\Phi .} Natężenie światła pochodzące od małego fragmentu powierzchni jednej kropli o promieniu a określa wzór:
{\displaystyle I_{k}={\frac {E_{k}I_{0}a^{2}\cos i\ \sin i\ di\ d\Phi }{R^{2}\sin \theta \ d\theta \ d\Phi }}.}
Wydzielając z powyższego część zależną od kątów:
{\displaystyle D_{k}=0{,}5E_{k}{\frac {\sin 2i}{\sin \theta }}\left({\frac {d\theta }{di}}\right)^{-1},}
{\displaystyle I_{k}=I_{0}D_{k}{\frac {a^{2}}{R^{2}}}.}
Wartość {\displaystyle d\theta /di} wynika z opisanego wyżej biegu światła w kropli i wynosi:
{\displaystyle {\frac {d\theta }{di}}=2-2(k+1){\frac {\operatorname {ctg} \ i}{\operatorname {ctg} \ r}},}
gdzie:
- {\displaystyle a} – promień kropli,
- {\displaystyle R} – odległość od kropli do obserwatora.

Intensywność światła rozproszonego jest największa dla kątów, w których wartość {\displaystyle D_{k}} jest największa. Czynnikiem, który zmienia się najbardziej, jest {\displaystyle d\theta /di,} a {\displaystyle D_{k}} osiąga maksimum, gdy {\displaystyle d\theta /di} dąży do zera. Dla tęczy pierwotnej {\displaystyle (k=1)} światła czerwonego {\displaystyle (n=1{,}33)} czynnik ten ma wartość zero dla kąta odpowiadającego kolorowi czerwonemu tęczy pierwotnej.

### Dyspersja
Kątowa dyspersja światła, czyli zależność zmiany kąta odchylenia promienia świetlnego od zmiany długości fali nie jest duża dla kątów tęczy. Światło wychodzące z kropli pod innymi kątami jest słabsze. Można się zastanawiać, dlaczego niektóre kolory nie są widoczne pod innymi kątami, zwłaszcza jeśli jest tam większa dyspersja.
Dyspersję kątową światła, czyli zmianę kąta rozproszenia światła od zmiany długości fali definiuje poniższy wzór, a zakładając liniową zależność współczynnika załamania światła od długości fali {\displaystyle ({dn}/{d\lambda }=a)}:
{\displaystyle {\frac {d\theta }{d\lambda }}={\frac {d\theta }{dn}}{\frac {dn}{d\lambda }}=a{\frac {d\theta }{dn}}.}
Stała {\displaystyle a} jest stałą materiałową zależną od substancji załamującej światło. Z zależności określającej bieg promienia w kropli i prawa załamania wynika:
{\displaystyle {\frac {d\theta }{dn}}={\frac {2}{n}}{\frac {(k+1)\sin i}{(n^{2}-\sin ^{2}i)^{0{,}5}}}.}
Stosując tę zależność dla kąta minimalnego odchylenia promienia wychodzącego (kąta Kartezjusza):
{\displaystyle \left({\frac {d\theta }{dn}}\right)_{c}={\frac {2}{n}}\left({\frac {(k+1)^{2}-n^{2}}{n^{2}-1}}\right)^{0{,}5}.}
Dyspersja jest rosnącą, ale nie liniową funkcją kąta padania światła {\displaystyle i;} dla kątów padania, które tworzą tęczę, dyspersja niemal nie zależy od kąta padania światła.
Jeden kolor zdominuje inne, jeżeli kroplę obserwuje się pod kątem do padającego zbliżonym do granicznego {\displaystyle \theta _{c}.} Światło czerwone jest widoczne na jego {\displaystyle \theta _{c}} z powodu skupiania, a także, dlatego że nie ma konkurencji z innymi kolorami. Światło to wśród fal świetlnych w zakresie widzialnym ma najmniejszy współczynnik załamania światła, przez co jego kąt załamania jest najmniejszy. Dla kąta obserwacji równemu {\displaystyle \theta _{c}} światła niebieskiego pojawiające się światło jest mieszaniną wszystkich kolorów, ale dlatego, że niebieskie promienie są skupione w ten kąt, niebieski dominuje. W wyniku tego kolor danego miejsca tęczy jest wynikiem nakładania się świateł, a światło nie jest monochromatyczne.
Dla współczynnika załamania światła {\displaystyle n=2} i {\displaystyle k=1} wyrażenie jest równe 0, co oznacza, że tęcza pierwotna dla takich kulek nie powstaje.
Dla kątów tęczy dyspersja praktycznie nie zmienia się, dlatego szerokość kątową tęczy można wyznaczyć z wyrażenia:
{\displaystyle \Delta \theta ={\frac {d\theta }{dn}}\Delta n.}
Dla tęczy pierwotnej dyspersja jest równa 2,536, {\displaystyle \Delta n=0{,}013,} szerokość tęczy {\displaystyle \Delta \theta =3{,}3\cdot 10^{-2}=1{,}89^{\circ }}.

### Inne czynniki

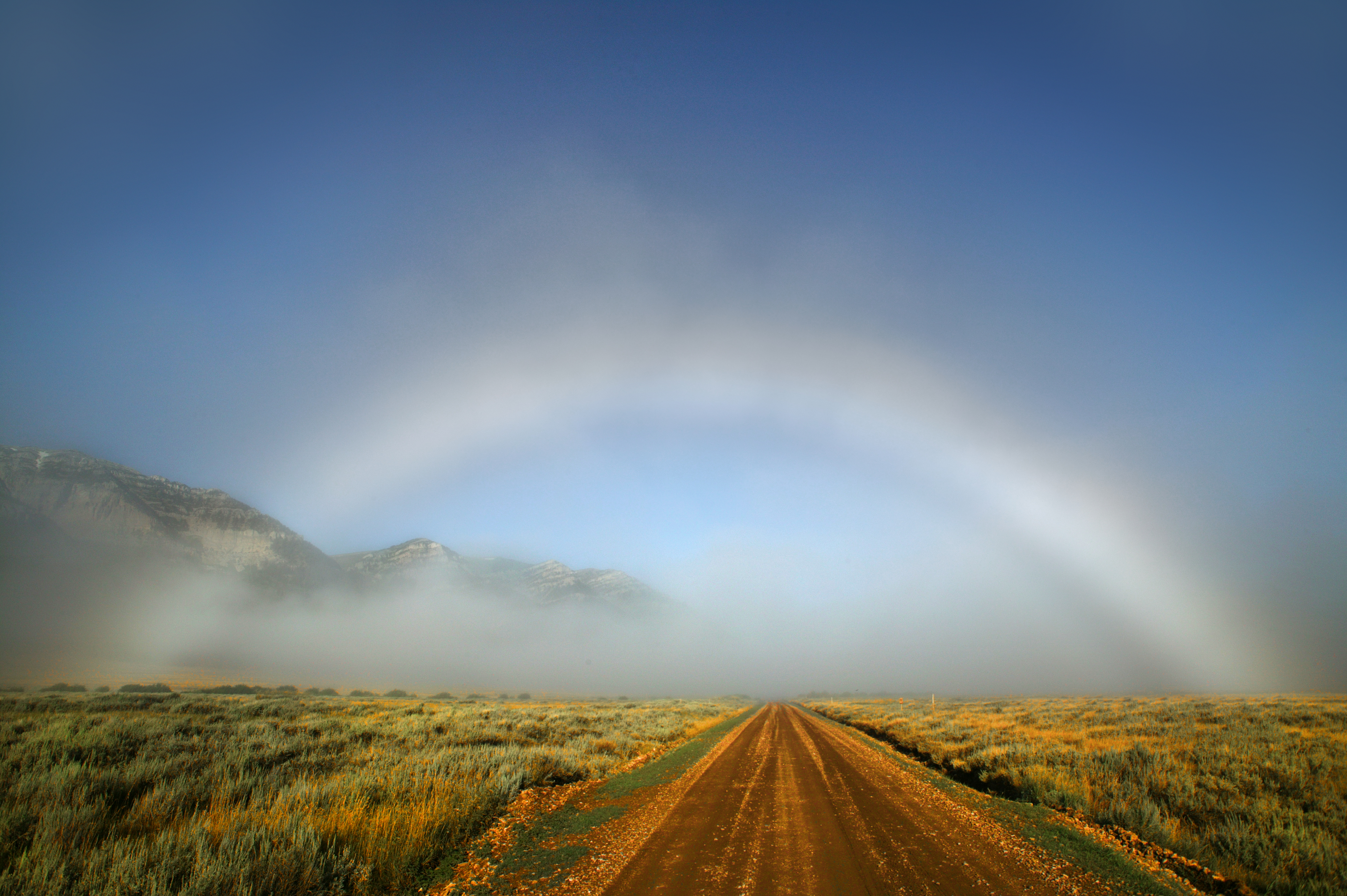
Biała tęcza na mgle

Tarcza słoneczna ma rozmiar kątowy 0,5°, co powiększa szerokość kątową rozproszenia każdej długości fali (koloru) i przyczynia się do tego, że kolory tęczy nie są czyste, pomimo tego obserwator postrzega je jako czyste. Teoretyczna szerokość tęczy od czerwonego do niebieskiego wynosi 1,7°, ale po uwzględnieniu wielkości tarczy słonecznej i dyspersji światła, szerokość wynosi około 2,2°, co jest zgodne z obserwacją.
Słona woda ma większy współczynnik załamania, co skutkuje mniejszym kątem widzenia łuku tęczy. Można to zaobserwować oglądając tęczę powstającą częściowo na rozbryzgach fal morskich i na kroplach deszczu. Z uwagi na napięcie powierzchniowe krople są niemal kuliste, jednak duże krople nie są kuliste, w wyniku czego także może ulec zmianie kąt widzenia łuku tęczy. Kolory tęczy mogą nie być wyraźne, a jeżeli występują dwa rodzaje kropel, tęcza może w jej górnej części rozdzielić się na dwa łuki. Spłaszczenie kropel spadających w powietrzu nie wpływa na wygląd tęczy przy horyzoncie. W XX w. powstało kilka teorii próbujących opisać matematycznie powstawanie tęczy na niesferycznych kroplach.
Jeżeli krople wody są bardzo małe (mniejsze niż 50 μm), to znaczącą rolę odgrywa dyfrakcja światła, powodując, że załamanie i odbicie części promieni świetlnych zachodzi pod nieco innym kątem niż określone przez optykę geometryczną. Skutkuje to zmieszaniem kolorów. Efektem jest jasny łuk o promieniu tęczy zwany białą tęczą. Szerokość łuku zależy od wielkości kropel. Zjawisko to jest wyraźnie widoczne, gdy tęcza powstaje na mgle.

## Tęcza w optyce falowej
Teoria tęczy oparta na optyce geometrycznej (tzw. kartezjańska teoria tęczy), według której światło rozchodzi się po liniach zwanych promieniami świetlnymi, nie wyjaśnia łuków tęczy wielokrotnej. Ich powstawanie zostało opisane dopiero przez Thomasa Younga, który zauważył, że światło jest falą, a łuki tęczy wielokrotnej powstają w wyniku interferencji promieni wychodzących z kropli deszczu w pobliżu kąta minimalnego odchylenia ale przemierzają różne ścieżki w kropli. Promienie te po wyjściu z kropli interferują ze sobą wzmacniając lub osłabiając się. Po odkryciu Younga do określenia biegu światła stosowano półklasyczną zasadę Huygensa-Fresnela, w której konstruuje się geometryczne czoło fali dla promieni biegnących w pobliżu maksymalnego kąta załamania, a punkty na czole fali są uważane za źródła fal sferycznych, które wzajemnie interferują. Nie jest to pełne rozwiązanie równań falowych, ale jest dobrym przybliżeniem, dla kropli o średnicy znacznie większej od długości fali rozpraszanego światła.
W 1838 roku Airy w pracy On the intensity of light in the neighbourhood of a caustic przedstawił zastosowanie falowych właściwości światła do kulistych ciał rozpraszających światło. Wskazał że promienie tęczy wielokrotnych obliczone przez Debaya są niepoprawne. Do określenia natężenia światła w danym miejscu trzeba wyznaczyć amplitudę i fazę fali. Airy na podstawie optyki geometrycznej wskazał funkcje w postaci całek, które umożliwiały obliczenie rozkładu natężenia światła. Analityczne wyznaczenie wartości funkcji Airego nie jest możliwe – dla kropli znacznie większych od długości fali funkcje te są szybko zbieżne, złożoność obliczeniowa tych funkcji rośnie dla małych kropel. Wielu uczonych kontynuowało studia nad teorią Airego, wskazywało na jej wady, możliwe modyfikacje i różne przybliżenia jego funkcji, ale nie podało rozsądnych analiz lub ich wyników.
W 1908 roku Gustav Mie przedstawił teorię zwaną rozwiązania Mie (Lorenza-Mie), która na podstawie równań Maxwella umożliwia określenie natężenia światła rozproszonego pod danym kątem w zależności od długości fali świetlnej oraz wielkości kropel. Jednak teoria Lorenza-Mie ogranicza się do rozpraszania przez cząstki kuliste, dlatego nie można w niej uwzględnić spłaszczenia spadających kropel. W 2012 r. zespół autorów opublikował pracę, w której analizuje efekty rozproszenia światła przez śledzenie promieni, z uwzględnieniem dyspersji, polaryzacji, interferencji i dyfrakcji na niesferycznych kroplach. Praca ukazuje jak niesferyczne krople deszczu wpływają na kształt tęczy i powstawanie tęczy bliźniaczej.
Korzystając z rozwoju technologii komputerowej, można obliczyć z dużą dokładnością natężenia światła w poszczególnych teoriach rozpraszania światła i porównać otrzymywane wyniki. Dostępne są programy umożliwiające takie analizy. W dalszym ciągu modele oparte na optyce geometrycznej rozszerzone o optykę falową są ważne, gdyż nie tylko mogą zapewnić proste i intuicyjne zrozumienie (np. zasad interferencji i dyfrakcji) ale także modele te można łatwo rozszerzyć na cząstki niesferyczne.

## Historia odkryć naukowych związanych z tęczą
Najstarszy opis tęczy oraz próba racjonalnego wyjaśnienia tego zjawiska jest w pracy Arystotelesa Meteorologica or Meteora. Pisze, że tęcza jest niezwykłym rodzajem odbicia światła słonecznego od chmur. Światło odbija się pod stałym kątem, dając stożek promieni tęczy. Arystoteles w ten sposób poprawnie wyjaśnił kształt łuku i zauważył, że nie jest to obiekt materialny w określonym miejscu na niebie, a światło w kierunkach, którego światło jest mocno rozproszone i dociera do oczu obserwatora. Opisuje, że tęcze są trójkolorowe a czasami pojawia się jeszcze pomarańcz, zawsze mają takie same kolory i są to kolory, których malarze nie potrafią wytworzyć przez mieszanie innych kolorów.
W II w. p.n.e. Aleksander z Afrodyzji pisząc komentarze do dzieł Arystotelesa opisuje tęczę i zauważa, że pas między tęczami jest ciemniejszy od otoczenia, stąd jego nazwa pas Aleksandra.
Przypuszcza się, że perski astronom Qutb al-Din al-Shirazi (1236–1311) lub jego student Kamal al-din al-Farisi (1260–1320) podał po raz pierwszy opis powstawania tęczy uznawany naukowy, oparty na ogólniejszych prawach. Jego wyjaśnienie tęczy opierało się na zjawisku załamania światła, opisanym w Księdze Optyki Alhazena (965–1039), oraz o badaniach Awicenny (980–1037). Alhazen zasugerował, że aby móc uformować tęczę, światło słoneczne zostaje odbite przez chmury zanim dotrze do ludzkich oczu. W ten sposób krople wody tworzące chmury odbijają promień światła tworzący tęczę poprzez załamanie i dwa lub więcej odbić, tak jak powstaje obraz w odbijającym, wklęsłym zwierciadle sferycznym, a kolory powstają w wyniku przejścia światła przez gęste i wilgotne powietrze. Opisał jak można to zweryfikować obserwując przejście światła przez kuliste naczynie z wodą.
Badania Roberta Grosseteste’a dotyczące światła były kontynuowane przez Rogera Bacona, który w 1268 roku opublikował Opus Maius, mówiący o eksperymentach ze światłem rozszczepianym przez kryształy i krople wody, ukazującym kolory tęczy. Mierzył kąt utworzony pomiędzy padającym światłem słonecznym a światłem tworzącym pierwotny i wtórny łuk tęczy, uzyskując wartości w zakresie 130–138°.
Theodor z Fryburga jest również znany jako autor wyjaśnienia zjawiska tęczy. W 1304 roku – w przeciwieństwie do poglądu Arystotelesa o tworzeniu tęczy przez chmurę jako całość – wyjaśnił on, że tęcza pierwotna powstaje, kiedy światło pada na poszczególne krople wody, promienie ulegają dwóm rozproszeniom (przy wejściu i wyjściu) i jednemu odbiciu (na tylnej powierzchni kropli), zanim dotrą do oka obserwatora. Tęczę wtórną wyjaśnił na podstawie podobnego procesu, obejmującego dwa rozproszenia i dwa odbicia.

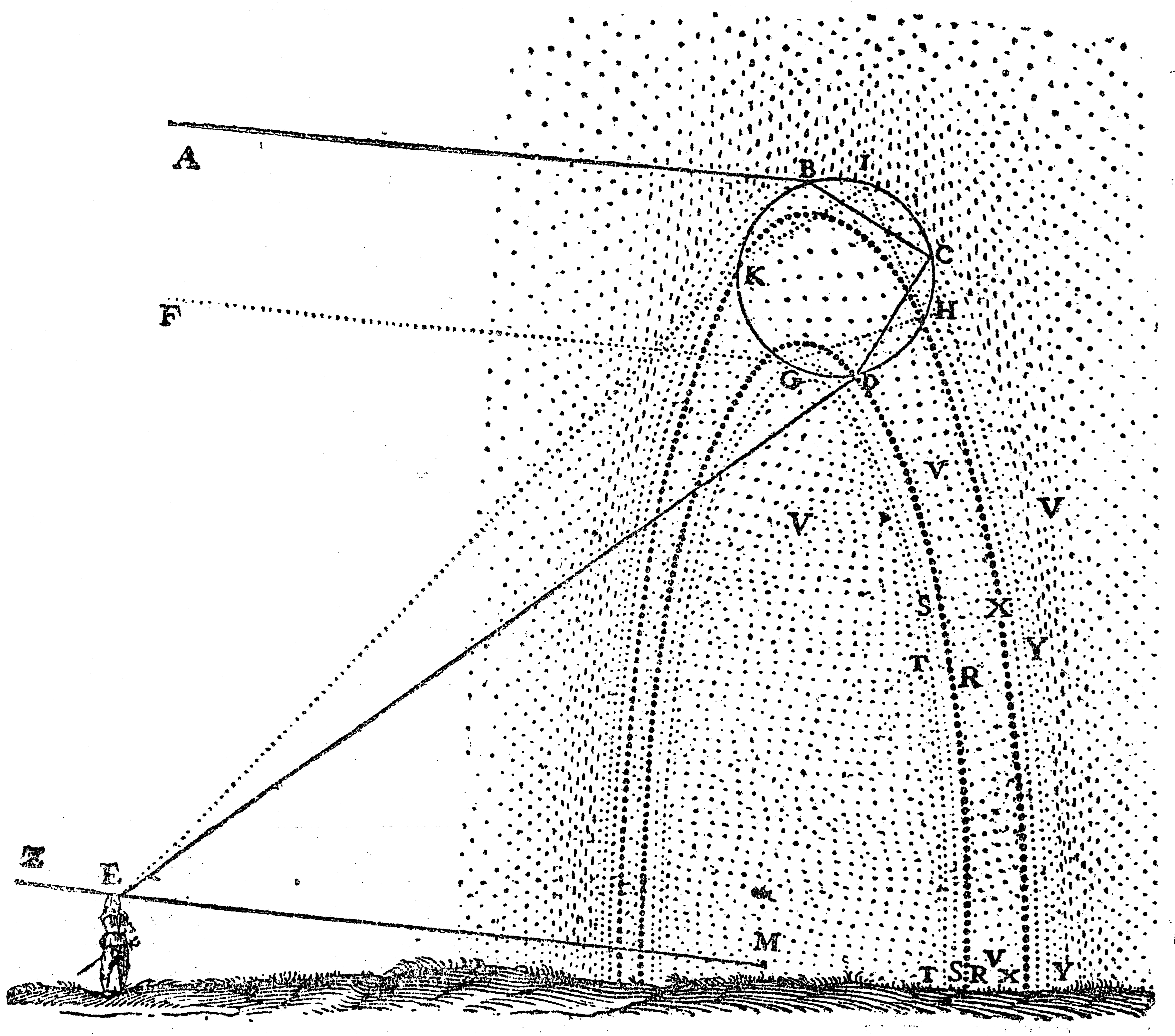
Szkic René Descartes’a wyjaśniający powstawanie tęczy pierwotnej i wtórnej.

W 1637 roku René Descartes ogłasza esej Meteory, którego ósmą część poświęcił tęczy. Uznając, że rozmiar kropli deszczu nie wpływa na powstawanie tęczy, eksperymentował z przepuszczaniem światła przez duże szklane kule wypełnione wodą. Mierząc kąty promieni padających i wychodzących, wywnioskował, że tęcza pierwotna jest powodowana przez pojedyncze odbicie wewnątrz kropli, podczas gdy tęcza wtórna powodowana jest przez dwukrotne odbicie. Znając te fakty, Kartezjusz sformułował prawa refrakcji (co prawda nieco później niż Snell, ale niezależnie od niego), zauważył istnienie minimalnych kątów rozproszenia światła w kropli wody i poprawnie obliczył kąty dla pierwotnego i wtórnego łuku.
Wyjaśnienie Kartezjusza dotyczące kolorów było oparte na klasycznej teorii światła, w której kolory powstawały przez modyfikację białego światła. Isaac Newton był pierwszym, który w 1672 r. zademonstrował, że białe światło składa się z promieni o kolorach tęczy. Dowiódł tego poprzez eksperymenty z pryzmatami, w którym pierwszy rozszczepiał światło białe na widmo kolorów, a drugi łączył to widmo w światło białe, odrzucając tym samym teorię, że kolory powstają przez modyfikację światła przez ośrodek. Wykazał również, że czerwone światło jest załamywane w mniejszym stopniu niż niebieskie i zaproponował pierwsze naukowe wyjaśnienie podstawowych cech tęczy. Korpuskularna teoria światła przedstawiona przez Newtona nie była jednak w stanie wyjaśnić zjawiska tęczy wielokrotnej, której powstawanie zostało opisane dopiero przez Thomasa Younga, który zauważył, światło zachowuje się jak fala, więc może zachodzić interferencja promieni słonecznych pomiędzy sobą. Badania Younga zostały udoskonalone po roku 1820 przez George’a Biddella Airy’ego, który dyfrakcją wyjaśnił zależność jasności kolorów tęczy oraz istnienie tęczy wielokrotnych od rozmiarów kropel deszczu.

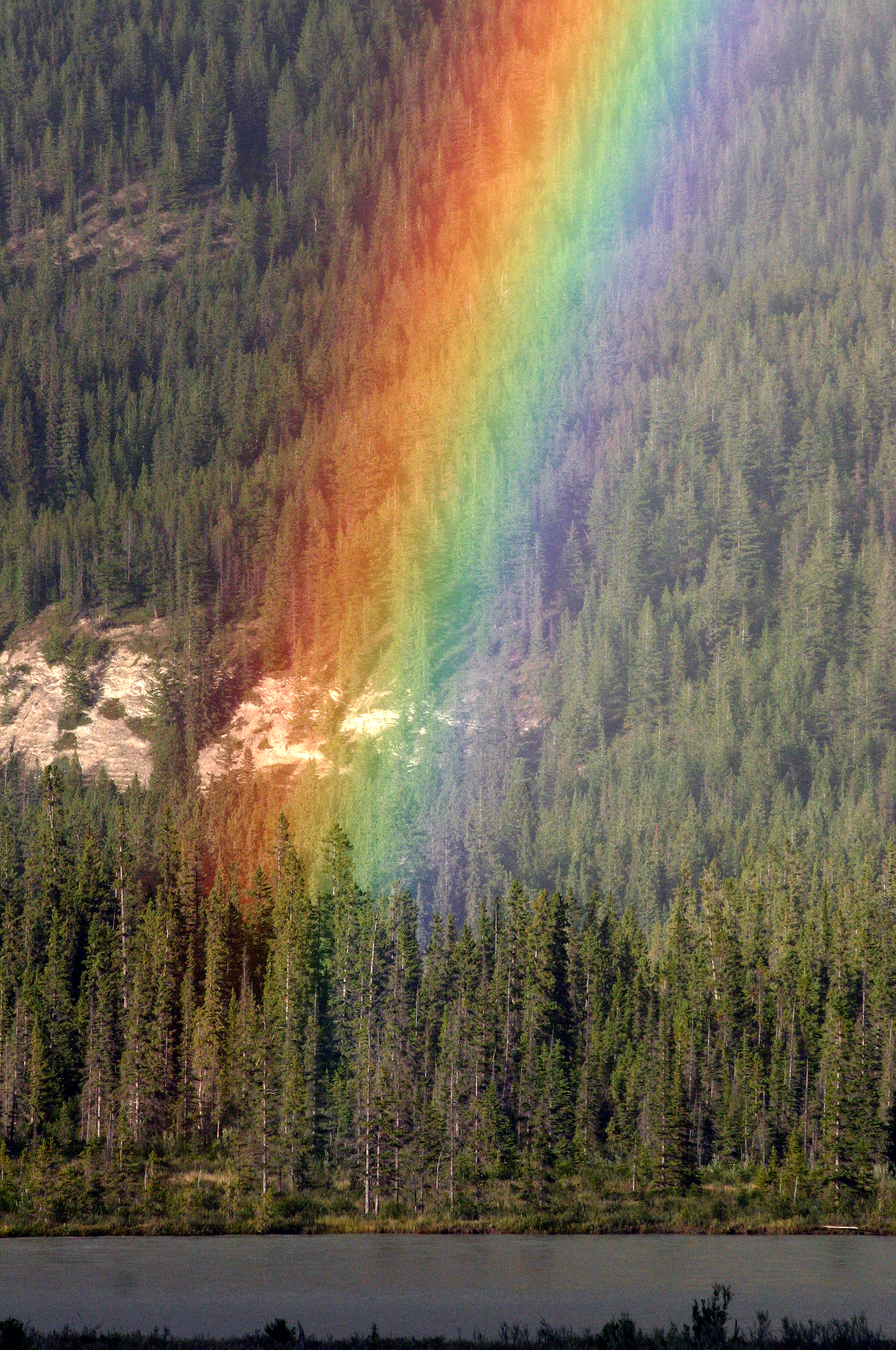
Koniec/początek tęczy

Podejście naukowe w badaniu tego zjawiska optycznego nie zawsze było przychylnie odbierane. W dziedzinach literackich i artystycznych podejmowano liczne próby przypisania temu zjawisku fizycznemu takiego czy innego symbolicznego znaczenia. Istnieli uczeni, pisarze i artyści, którzy twierdzili, że fizyczno-matematyczna analiza zjawisk naturalnych zmniejsza ich urok. Johann Wolfgang von Goethe (1749–1832) w swoim eseju na temat teorii kolorów napisał, że analiza naukowa przeprowadzona przez Newtona „sparaliżowała serce natury”. Dla Goethego wygląd (pozory) nie mogły być zjawiskiem obiektywnym, musiały być rozumiane przy pomocy globalnej teorii postrzegania (percepcji) – uważał on światło za źródło życia zjawisk związanych z kolorami. Opinię tę podzielali Charles Lamb (1775–1834) i John Keats. Zdaniem obu poetów Newton „zniszczył całą poezję tęczy, sprowadzając ją do pryzmatycznych kolorów”.

## Nazwa i jej zakres znaczeniowy
Nazwa tęcza ma prasłowiański rodowód *tǫča, o czym świadczy występowanie słów o podobnych rdzeniach w różnych językach słowiańskich, ale tylko w języku polskim oznacza barwny łuk na niebie. W innych językach słowa o tym samym lub zbliżonym rdzeniu wyrazowym oznaczają: rosyjskie тучa – chmura lub chmura burzowa, słoweńskie toča i chorwackie tuča – grad, staro-cerkiewno-słowiańskie tϙča – deszcz, ulewa, śnieg. Prasłowiańska tϙča oznaczała ogólnie chmurę i pochodziła od praindoeuropejskiego ten-k- oznaczającego ściągać, zbierać się, zbijać się. W języku prasłowiańskim obecna ''tęcza'' miała w rdzeniu duga, duha. Od rdzenia tego pochodzi nazwa tęczy w języku śląskim – dynga, rosyjskim  – радуга, czeskim – duha, serbskim – duga.
W języku polskim słowo tęcza oznacza nie tylko barwny łuk w powietrzu, ale także barwny łuk tworzony przez krople rosy. W niektórych językach oba zjawiska określane są różnymi słowami, np. w języku angielskim – rainbow i dewbow, francuskim – Arc-en-ciel i Arc-en-ciel de rosée lub arc-en-terre. W językach tych tęcza, to łuk na niebie.
Od wyrazu tęcza tworzony jest przymiotnik tęczowy, w dawnych tekstach występują też jego formy tęczany, tęczysty. Przymiotnik ten ma kilka znaczeń zarówno dosłownych jak i symbolicznych. W znaczeniach dosłownych odwołuje się do wielobarwności w znaczeniach symbolicznych do widzenia czegoś jako pięknego, korzystnego, w optymistyczny sposób, w słownikach wymieniane są: taki, jak w tęczy, mający wiele barw, mieniący się różnymi kolorami, wielobarwny, różnokolorowy, widzieć coś w tęczowych barwach to: malować, przedstawiać, widzieć co w bardzo korzystnym świetle, w bardzo optymistyczny sposób.
Według Narodowego Korpusu Języka Polskiego i zasobów internetowych określenie tęczowy tworzy kilkadziesiąt istotnych statystycznie kolokacji, niektóre to: skrzydło, zakątek, świat, wąż, pełny, belka, bańka, krucyfiks, koszulka, smuga, gotycki, most, flaga, kolor, dolina, akademia, barwa, wojownik, osiedle, piosenka, przedszkole, koalicja, festiwal, ulica, oko oraz dziecko.

## Tęcza w kulturze

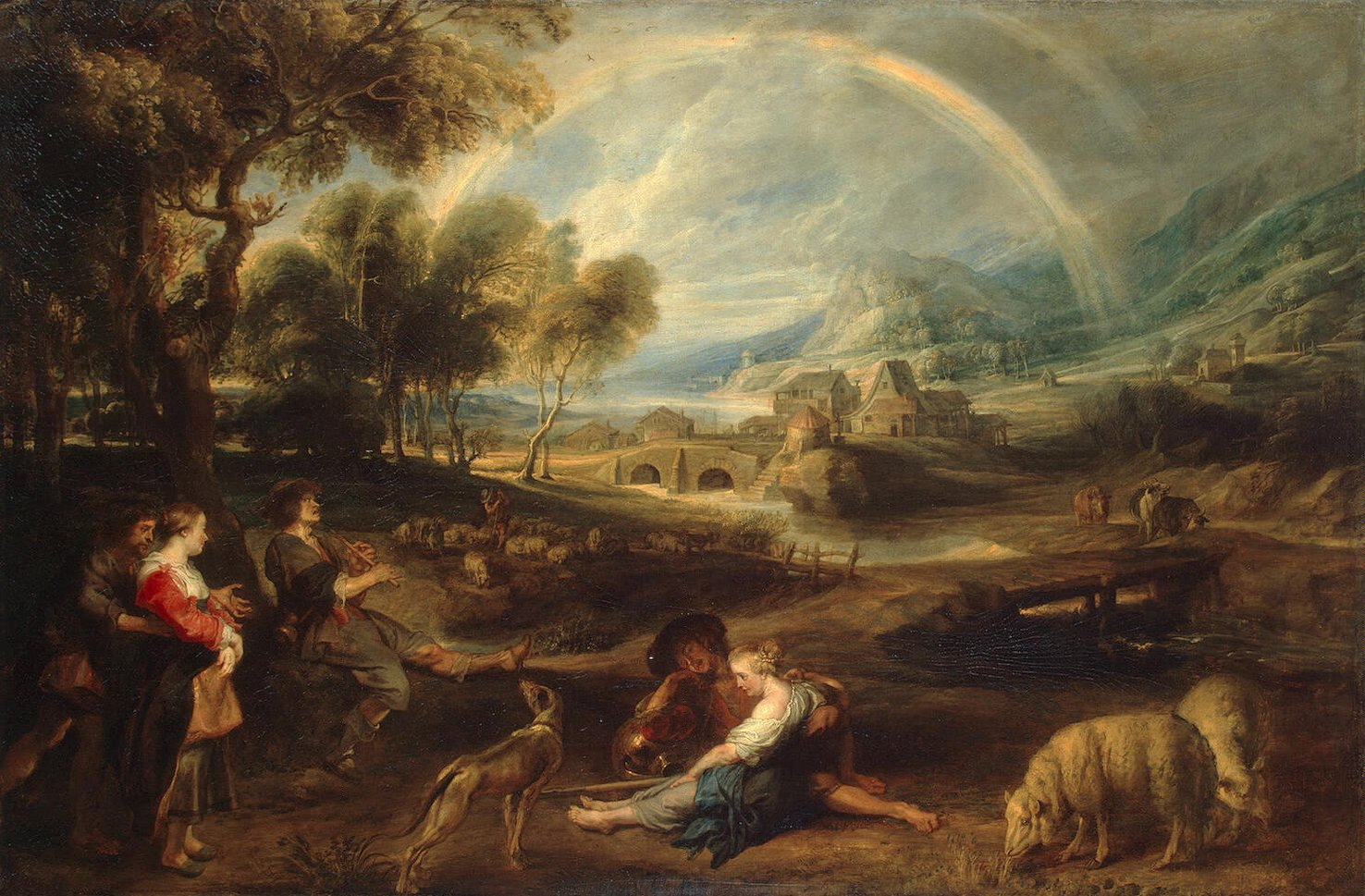
Podwójna tęcza uwidoczniona na obrazie olejnym Petera Rubensa.

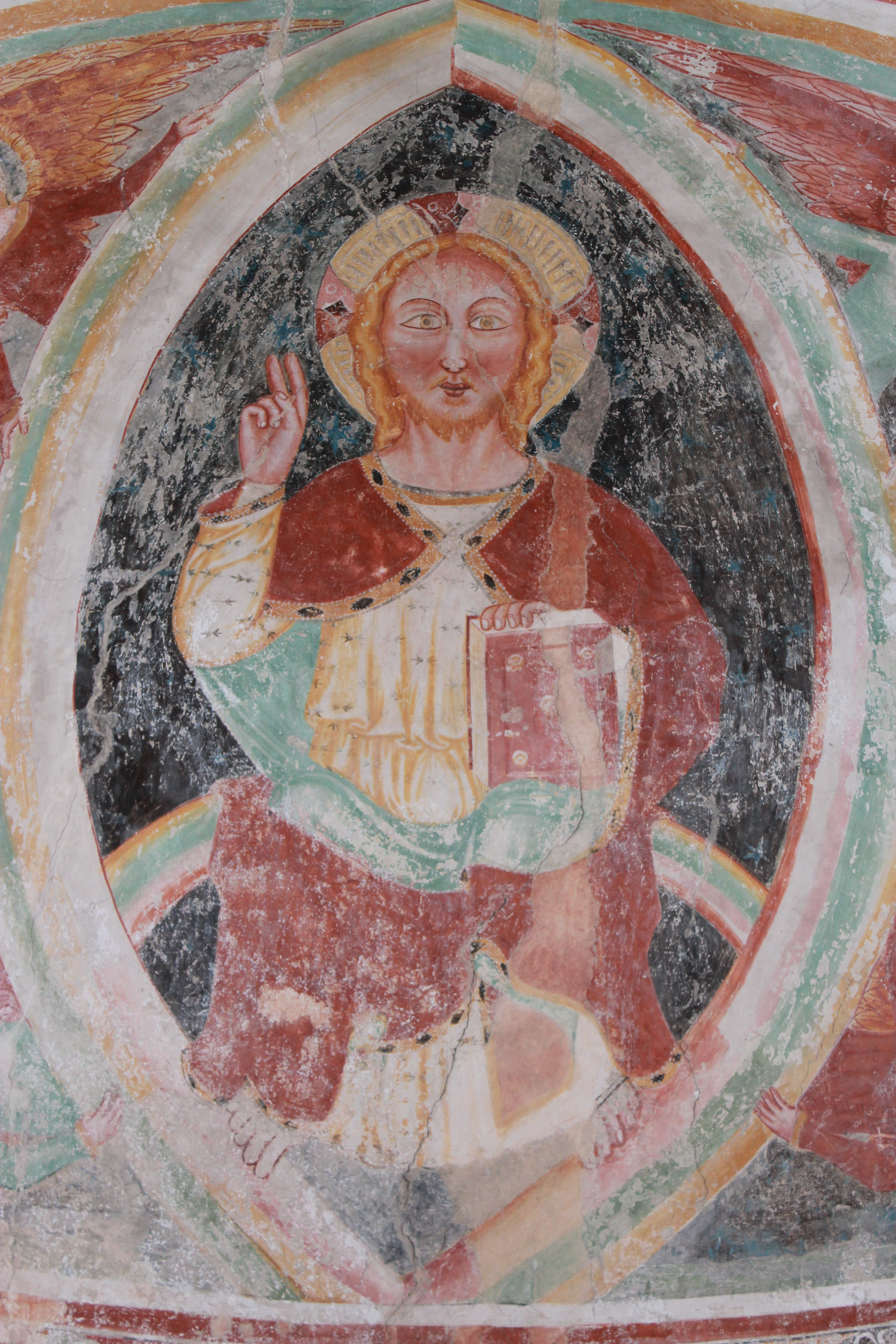
Maiestas Domini (ok. 1390), fresk, kościół parafialny w Saint Giles in Zweinitz, Austria

Tęcza występuje często różnych kulturach, sztukach i filozofiach ze względu na jej przyjemny, ulotny i inspirujący efekt wizualny. Ma bogatą symbolikę, która od najdawniejszych czasów jest związana przede wszystkim z Bogiem, jego obecnością, miłością, miłosierdziem, błogosławieństwem oraz przymierzem z człowiekiem. Oznacza więź między istotą najwyższą a człowiekiem oraz wskazuje na relację ziemi z niebem. Wielokrotnie jest o niej mowa w Biblii, pojawia się często w mitologii: greckiej, chińskiej, hinduskiej, skandynawskiej, Aborygenów i słowiańskiej. Symbolizuje m.in.: zgodę, pokój, kompromis, nadzieję, zwycięstwo, doskonałość i pogodę ducha. Ma przede wszystkim pozytywne konotacje w kulturze, chociaż jest też synonimem miejsca nieosiągalnego, bywa przedstawiana jako potwór lub wąż.

### Tęcza w religii i mitologii
Tęcza zajmuje dość znaczące miejsce w mitologii i legendach, najprawdopodobniej z uwagi na jej piękno i trudność w wyjaśnieniu tego zjawiska:
- W mitologii greckiej tęcza była utożsamiana z drogą, jaką pokonywała posłanka Iris pomiędzy Ziemią i Niebem[55]. W mitologii chińskiej tęcza była szczeliną w niebie zamkniętą za pomocą kamieni i pięciu (lub siedmiu) kolorów przez boginię Nüwa. W mitologii hinduskiej tęczę nazywano Indradhanush, co oznaczało łuk Indry, boga błyskawic i grzmotów[56]. W mitologii skandynawskiej używano nazwy Bifröst – był to most łączący światy Ásgard (bogów) i Midgard (ludzi). Irlandzki leprechaun chował garnek złota na końcu tęczy – czyli w miejscu niedostępnym dla żadnego człowieka (ponieważ tęcza nie występuje w konkretnym miejscu, a jej pojawienie zależy od pozycji samego obserwatora)[57].
- W Starym Testamencie tęcza jest symbolem przymierza pomiędzy Bogiem i człowiekiem, jest obietnicą złożoną przez Boga Jahwe Noemu, że Ziemi nie nawiedzi już więcej wielka powódź (Stary Testament, Rdz 9,13)[58]. Tęcza stała się nawet symbolem ruchu w judaizmie, zwanego B'nei Noah. Członkami B’nei Noah są nie-żydzi, którzy kontynuują drogę wielkiego przodka, jakim był Noe. Ruch ten ma korzenie w tradycji żydowskiej, a szczególnie w Talmudzie[59]. Jest także wymieniona w Mądrości Syracha jako jeden z przejawów stworzenia, które domaga się oddawania Bogu czci (Syr 43,11-13)[60].
- W Nowym Testamencie tęcza pojawia się w Ap 4: A Zasiadający był podobny z wyglądu do jaspisu i do krwawnika, a tęcza dokoła tronu – podobna z wyglądu do szmaragdu[61] oraz Ap 10: I ujrzałem innego potężnego anioła, zstępującego z nieba, obleczonego w obłok, tęcza była nad jego głową, a oblicze jego było jak słońce, a nogi jego jak słupy ogniste[62].
- Według mitologii Aborygenów, świat narodził się z „tęczowego węża”[63], natomiast w słowiańskiej, płanetnikiem mógł zostać człowiek wciągnięty do nieba przez tęczę[64].
- W litewskich tekstach folkloru (zwłaszcza w legendach i wierzeniach), opisy pozwalają na zrekonstruowanie litewskich ludowych wyobrażeń o tęczy. Opisy wyglądu wiążą ją z kształtem łuku, barwnością i plastycznością. Jest wiązana z Bogiem oraz postaciami mitycznymi, takimi jak „Lauma” (istota kojarzona z wodą, bogini) i smokami. Postacie, których wodny charakter uznawano za ważny, często przedstawiano jako przedstawicieli tęczy. Mitologicznej postaci tęczy przypisywano władzę nad wodami na ziemi i w niebie oraz kontrolowanie połączenia między nimi. W folklorze litewskim tęcza jest pośrednikiem, łącznikiem między siłami natury wód ziemskich i niebiańskich. Postrzegana jako kosmiczny pas, którego funkcją jest łączenie, obejmowanie lub opasanie świata[65].

### Tęcza w literaturze

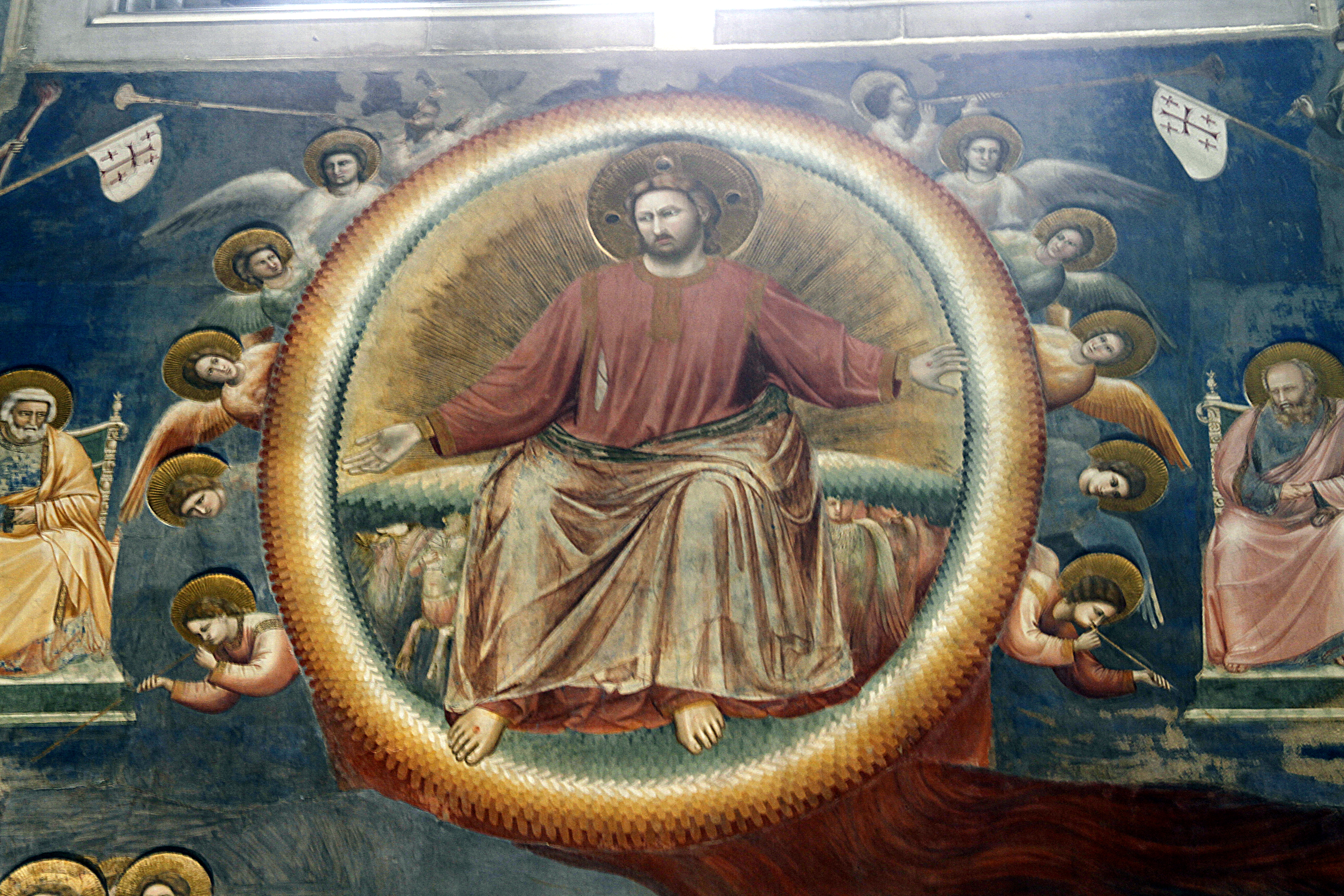
Giotto di Bondone, Sąd Ostateczny (1306), fragment fresku w kaplicy Scrovegnich

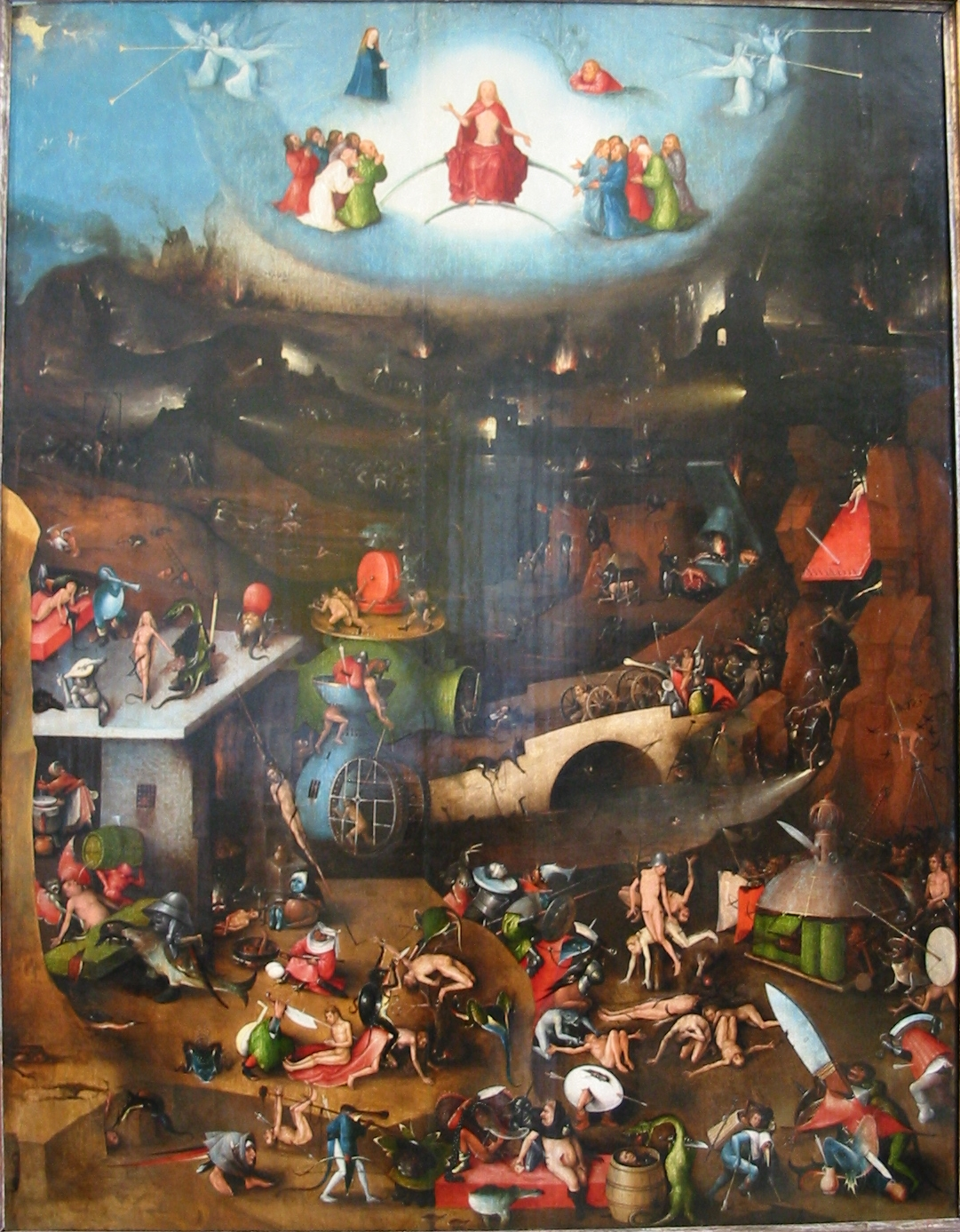
Hieronymus Bosch, Sąd Ostateczny (ok. 1480)

Tęcza jest często podmiotem utworów literackich i dzieł sztuki. Malowali ją m.in. Peter Paul Rubens i George Inness. Tęcza wspomniana jest w Biblii – Biblia gdańska, Stary Testament, Księga Rodzaju, Rozdział 9 (hebr. קשת qeszet):
[...]
12 Tedy rzekł Bóg: To jest znak przymierza, który Ja dawam między mną i między wami, i między każdą duszą żywiącą, która jest z wami, w rodzaje wieczne.
13 Łuk mój położyłem na obłoku, który będzie na znak przymierza między mną, i między ziemią.
14 I stanie się, gdy wzbudzę ciemny obłok nad ziemią, a ukaże się łuk na obłoku:
15 Że wspomnę na przymierze moje, które jest między mną i między wami, i między każdą duszą żywiącą w każdem ciele; i nie będą więcej wody na potop, ku wytraceniu wszelkiego ciała.
[...]
Maria Konopnicka napisała wiersz zatytułowany Tęcza:
A kto ciebie, śliczna tęczo,
Siedmiobarwny pasie,
Wymalował na tej chmurce
Jakby na atłasie?
[...]
Antoni Kucharczyk, w publikacji Wiersze, piosnki z naszej wioski z 1908 r. wiersz Tęcza jego pierwsza zwrotka:
Po długiej niepogodzie zajaśniało słońce,
Na niebie zachmurzonym, na kształt pół-obręczy
Zajaśniał łuk świetlany siedmiobarwnej tęczy,
Piją zbyteczne wody obydwa jej końce.
[...]
Tekst wiersza w wikiźródłach.
Tęcza Finiana (tytuł oryginalny Finian’s Rainbow) – amerykański musical z 1968 roku w reżyserii Francisa Forda Coppoli.
Do tęczy odwołuje się wiele utworów literatury światowej przykładowo:
- Wydany pośmiertnie zbiór esejów Virginii Woolf ma tytuł Granite and Rainbow (Granit i tęcza)[70].
- W utworze My Heart Leaps Up(inne języki) zwanym też The Rainbow (Tęcza) William Wordsworth opisuje radość odczuwaną na widok tęczy[71].
- Główny bohater powieści The Rainbow (Tęcza) Davida Herberta Lawrence ma wizję tęczy górującej nad Ziemią, obiecującej nowy świt dla ludzkości[72].

### Cytaty, przysłowia, powiedzenia
Tęcza przywoływana jest w licznych cytatach, w których odzwierciedla piękno i radość tęczy, jak również nadzieję i optymizm, które może ona wzbudzać, przykładami są:
Lidia Jasińska: Cud tęczy raduje tylko tych, którzy przeczekali burzę.
Arturo Pérez-Reverte: Tęcza jest mostem prowadzącym z ziemi do nieba.

Powiedzenia, fraszki z tęczą:
Jan Sztaudynger: Niedowiarkom ręczę, że jednak można oprzeć się o tęczę.

### W sztukach plastycznych
W ikonografii tęcza jest motywem pojawiającym się (za tekstem Apokalipsy) w scenach Sądu Ostatecznego, np. w dziełach Hansa Memlinga, Rogiera van der Weyden, Hieronymusa Boscha, Giotta. Oznacza tron, na którym zasiada Jezus w czasie paruzji. Podobnie ukazany jest Chrystus na przedstawieniach w typie Maiestas Domini, znanych od wczesnego średniowiecza, przedstawiających chwałę tronującego Chrystusa.
W polskiej sztuce współczesnej motyw tęczy został wykorzystany m.in. na obrazie Ostatnia Wieczerza Macieja Świeszewskiego. W latach 2012–2015 w Warszawie na placu Zbawiciela eksponowana była instalacji Tęcza Julity Wójcik.

### Nazwa Tęcza

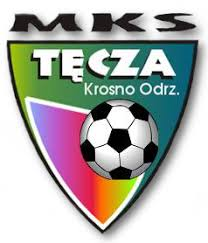
Logo klubu Tęcza Krosno Odrzańskie

Tęcza i przymiotniki od niej utworzone dają nazwę wielu obiektom:
- W Polsce jest 526 ulic o nazwie Tęczowa, 3 o nazwie Tęcza, oraz jedna wieś Tęcza[78].
- Tęcza – czasopismo kulturalno-społeczne, wydawane w latach 1927–1939 w Poznaniu przez Wydawnictwo Tęczy[79].

- Nazwa Tęcza występuje w nazwie klubów sportowych w Polsce[80], przykładowo: Tęcza Kielce[81], Ludowy Klub Sportowy Tęcza w Kraśniku[82], Tęcza Krosno Odrzańskie[83]. Wizerunek tęczy występuje w herbach, emblematach, ubiorach tych klubów. Fikcyjny Klub Sportowy Tęcza Warszawa (KS Tęcza), jest zarządzany przez głównego bohatera kultowej komedii filmowej Miś w reżyserii Stanisława Barei[84][85].

W XXI w. spopularyzowana została tęczowa flaga symbolem ruchu LGBT.

### Tęcza jako symbol

Flaga międzynarodowego ruchu spółdzielczego przyjęta przez ICA w 1925 r.

Symbol tęczy jest używany także we współczesnej kulturze jak np. Over the Rainbow (Ponad tęczą) w filmie z 1939 roku Czarnoksiężnik z Oz lub w piosence The Rainbow Connection („Tęczowe połączenie”) z filmu The Muppet Movie. W 2017 r. piosenka w oryginalnym wykonaniu Garland wprowadzona została do amerykańskiego Narodowego Rejestru Nagrań w Bibliotece Kongresu jako utwór, który „wyróżnia się znaczeniem kulturalnym, historycznym lub artystycznym”. Nazwę Rainbow („Tęcza”) nosi grupa rockowa założona w 1975 roku przez gitarzystę Deep Purple Ritchiego Blackmore’a. Tytuł RAINBOW otrzymał jeden z albumów japońskiej gwiazdy muzyki pop Ayumi Hamasaki, wydany w 2002 roku, a Rainbow – albumy piosenkarek Dolly Parton (1987) i Mariah Carey (1999).
Statek organizacji Greenpeace nazywa się Rainbow Warrior („Tęczowy Wojownik”). Został tak nazwany na cześć legendy Tęczowych Wojowników z plemienia Indian Kri, wedle której: Kiedy świat jest chory i umiera, ludzie powstaną jak Wojownicy Tęczy....
Tęczowe Zloty są zlotami hipisów, którzy zbierają się z misją głoszenia idei pokoju, miłości, wolności i wspólnoty. Rainbow Family („Rodzina Tęczy”) to nazwa jednego z ruchów posthipisowskich.
Tęczowa flaga została użyta w niemieckiej wojnie chłopów w XVI wieku jako symbol nowej ery, nadziei i socjalnych zmian.
W 1921 roku na Międzynarodowym Kongresie Liderów Spółdzielczości przyjęto tęczową flagę spółdzielczości, była ona też używana w Polsce jako symbol ruchu spółdzielczego, m.in. Powszechnej Spółdzielni Spożywców „Społem”. Flagę zmieniono w 2013 roku, ale pozostała jako element logo niektórych spółdzielni i jako nazwa miesięcznika „Tęcza Polska”.

### Tęcza jako symbol osób LGBT i ich równouprawnienia

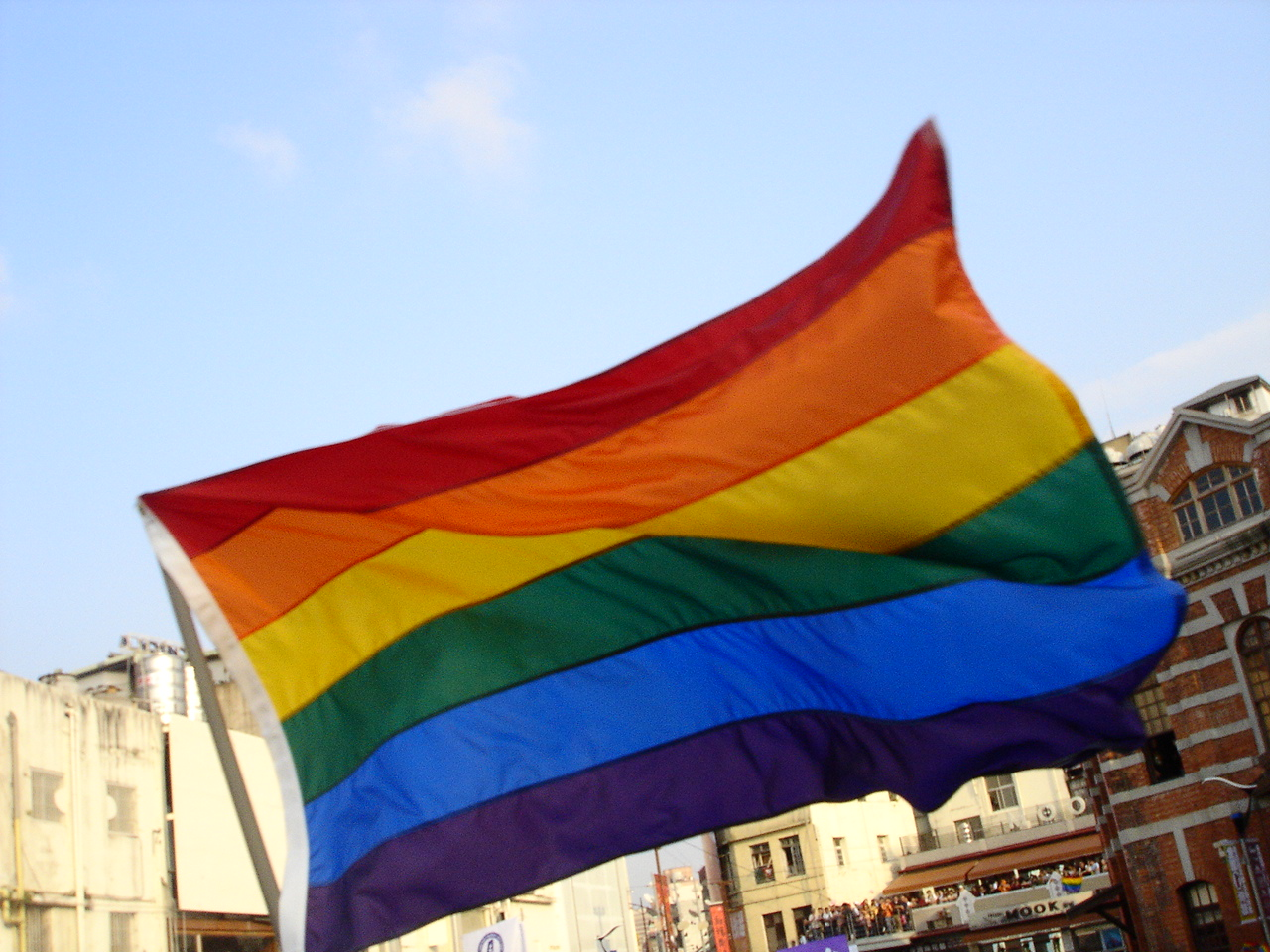
Symbol ruchu LGBT

W 1978 powstała tęczowa flaga. W latach 90. została przyjęta jako symbol międzynarodowej społeczności LGBT. Różne kolory na fladze reprezentują różnorodność środowiska LGBT. Liczba kolorów różni się od tradycyjnie pojmowanej tęczy jako siedmiokolorowej. Tęcza LGBT posiada 6 kolorów (a poprzednio posiadała także 8). Tęczowa flaga LGBT używana jest często jako symbol tolerancji. Utożsamia się z nią przede wszystkim ruch społeczny lesbijek, gejów, osób biseksualnych i transpłciowych. Tęczową flagę można zobaczyć przede wszystkim na protestach i manifestacjach, w których biorą udział geje i lesbijki (np. na paradach równości) oraz przy wejściach do lokali gay-friendly.